# マンモス・ヨセミテ空港
マンモス・ヨセミテ空港（マンモス・ヨセミテくうこう、英：Mammoth Yosemite Airport (IATA: MMH, ICAO: KMMH, FAA LID: MMH)）は、アメリカ合衆国カリフォルニア州モノ郡のマンモスレイクス町が所有・運営する空港。マンモスレイクス町の東方、国道395号線のすぐ北側に位置する。マンモスレイクス空港（Mammoth Lakes Airport）または マンモス・ジューンレイク空港（Mammoth-June Lake Airport）とも呼ばれる。
主にゼネラル・アビエーション（一般航空）に利用されているが、2014年現在、2つの航空会社による旅客機も乗り入れている。2012年の年間旅客数は27,246人であった。2011年から2015年にかけての国家空港総合整備計画（NPIAS）による分類では「ゼネラル・アビエーション」空港となっている。
マンモス・ヨセミテ空港周辺の主なアトラクションは、スキーリゾートのマンモス山スキー場 (MMSA) をはじめとする山間レクリエーション施設の他、釣り、ボート乗り、ハイキングなどである。マンモス山スキー場を擁するマンモスレイクス町まで自動車で10分ないし15分で行くことができる。また、マンモス・ヨセミテ空港はヨセミテ国立公園の東側の玄関ともなっている。

## 空港施設
マンモス・ヨセミテ空港の標高は 7,128フィート (2,173 m) ないし 7,135フィート (2,175 m) 、総面積は 230エーカー (93 ha) である。マンモスレイクス町の6海里 (11.1km) 、 6マイル (9.7 km) 、ないし 8マイル (13 km) 東に位置する。
滑走路は 9/27 方向の1本のみで、その幅は 100フィート (30 m) 、全長は 7,000フィート (2,100 m) あり、表面はアスファルトでできている。管制塔はない。
2014年現在、小型グライダーの保管用から大型旅客機向けのものまでを含め、91のハンガーがある。これらのハンガーは、アメリカ合衆国中部から西部にかけての各航空機所有者たちが個別に所有している。
営業時間（従業員がいる時間）は午前8時から午後4時30分である（2013年現在）。日没から日の出にかけ、ビーコンが作動する。空港は山岳に囲まれた位置にあり、強風が吹くこともあるため、周囲の地形に関する知識がない者の夜間飛行は推奨されていない。
一晩駐車する場合の料金は8ドルで、セルフサービスで支払うようになっている。

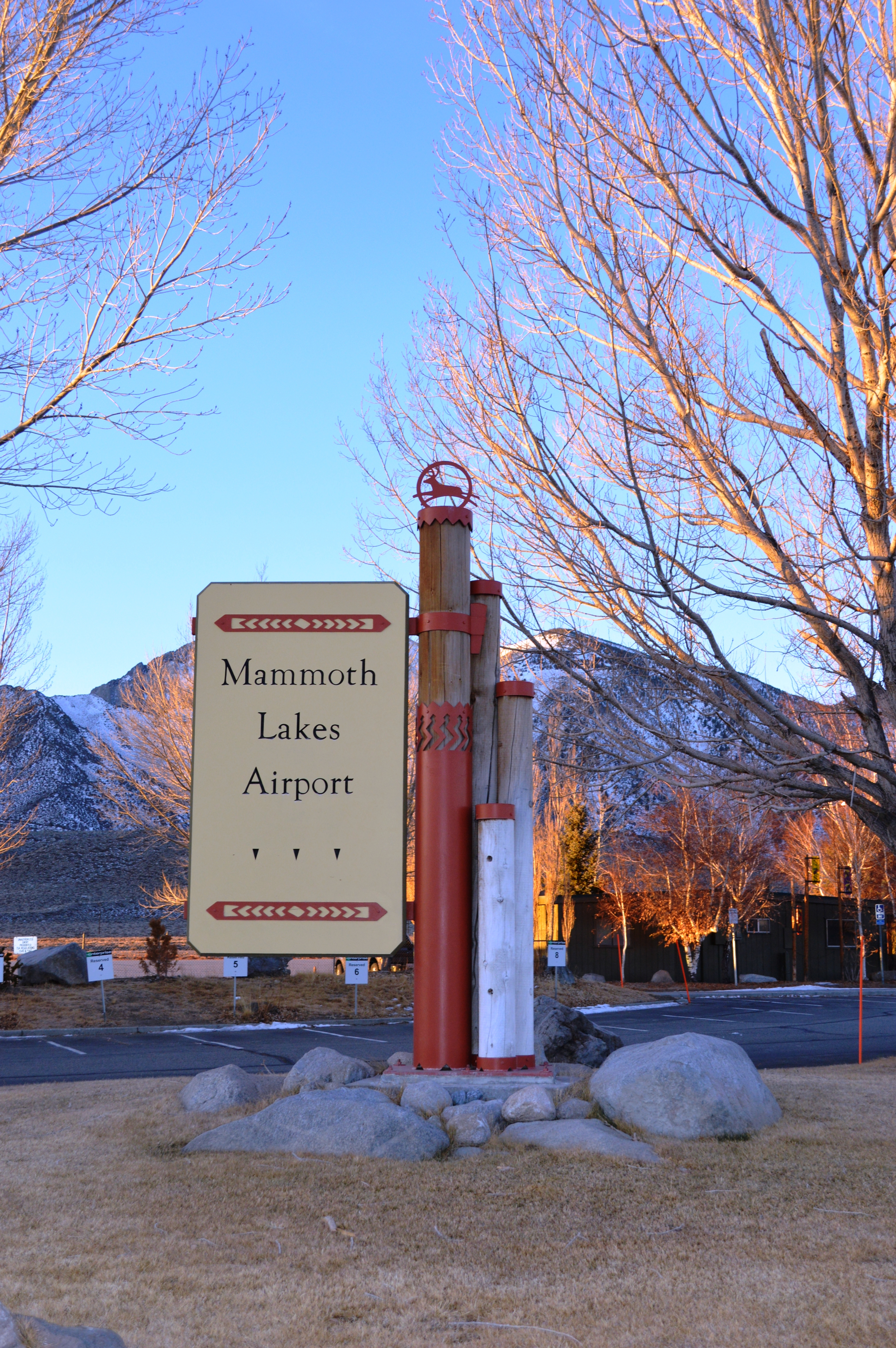
「マンモスレイクス空港」表記の看板がある入り口。
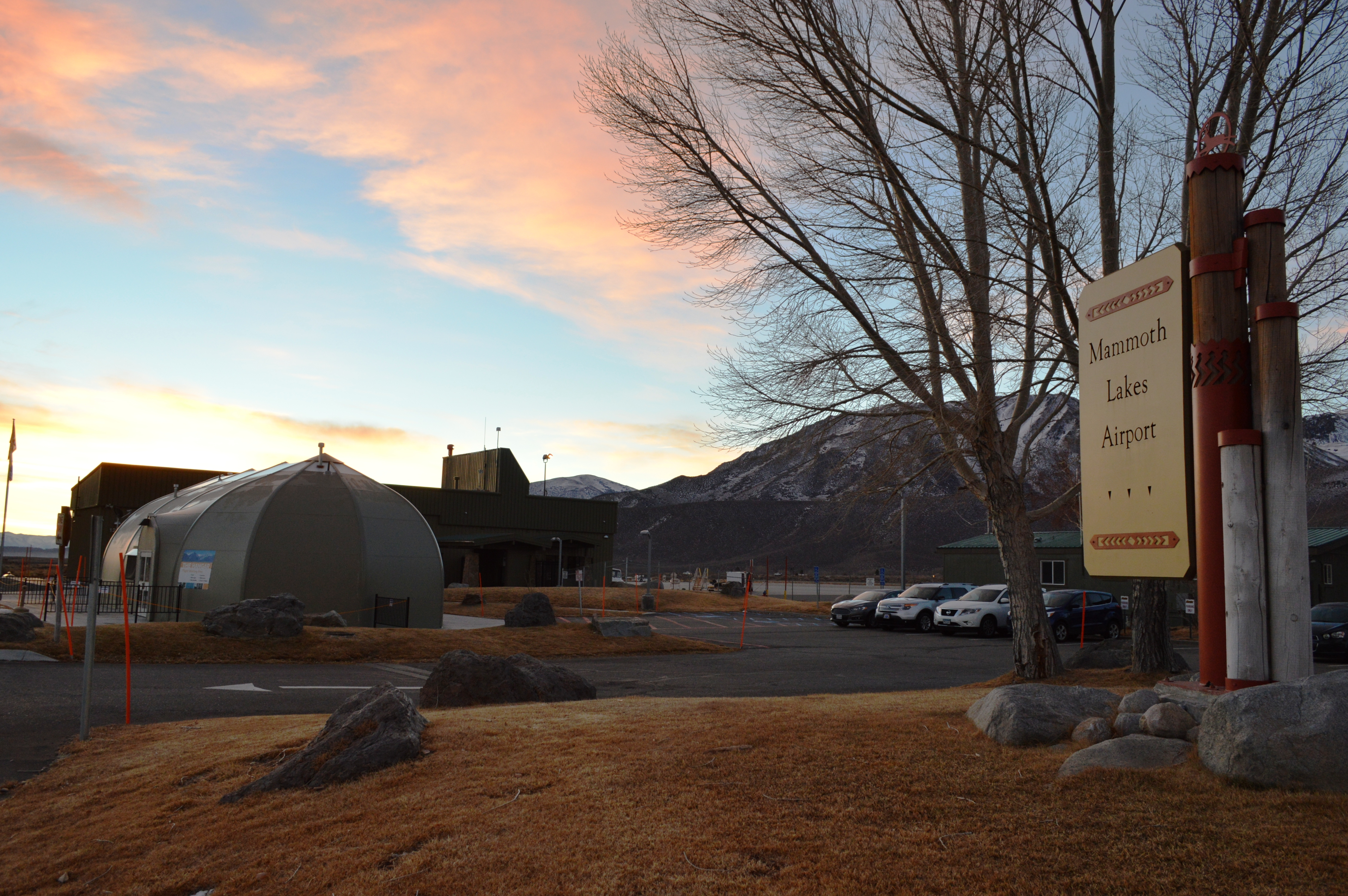
入り口から見るターミナルなど。
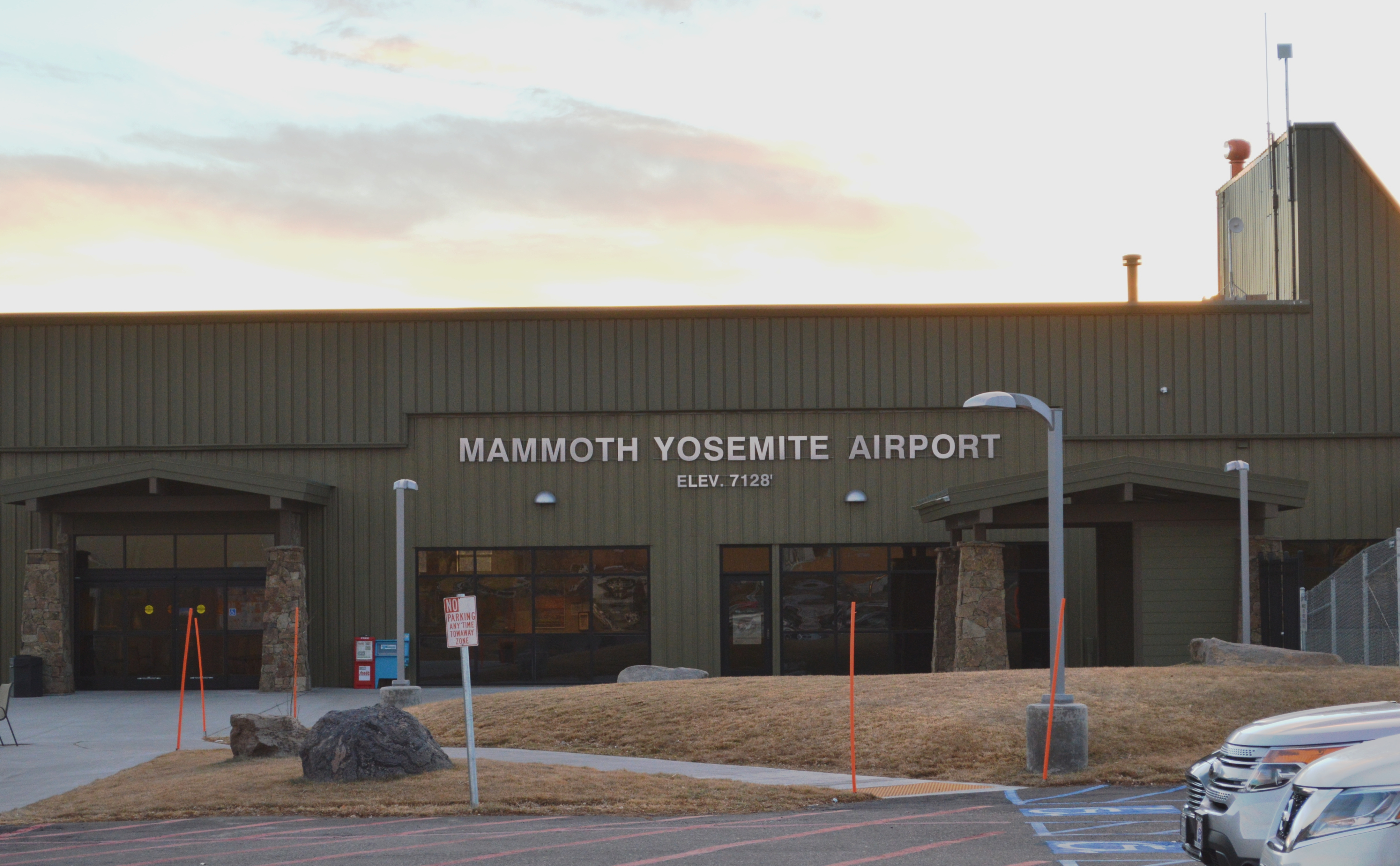
ターミナル・ビルに「マンモス・ヨセミテ空港」「標高7,128フィート」の表示がある。
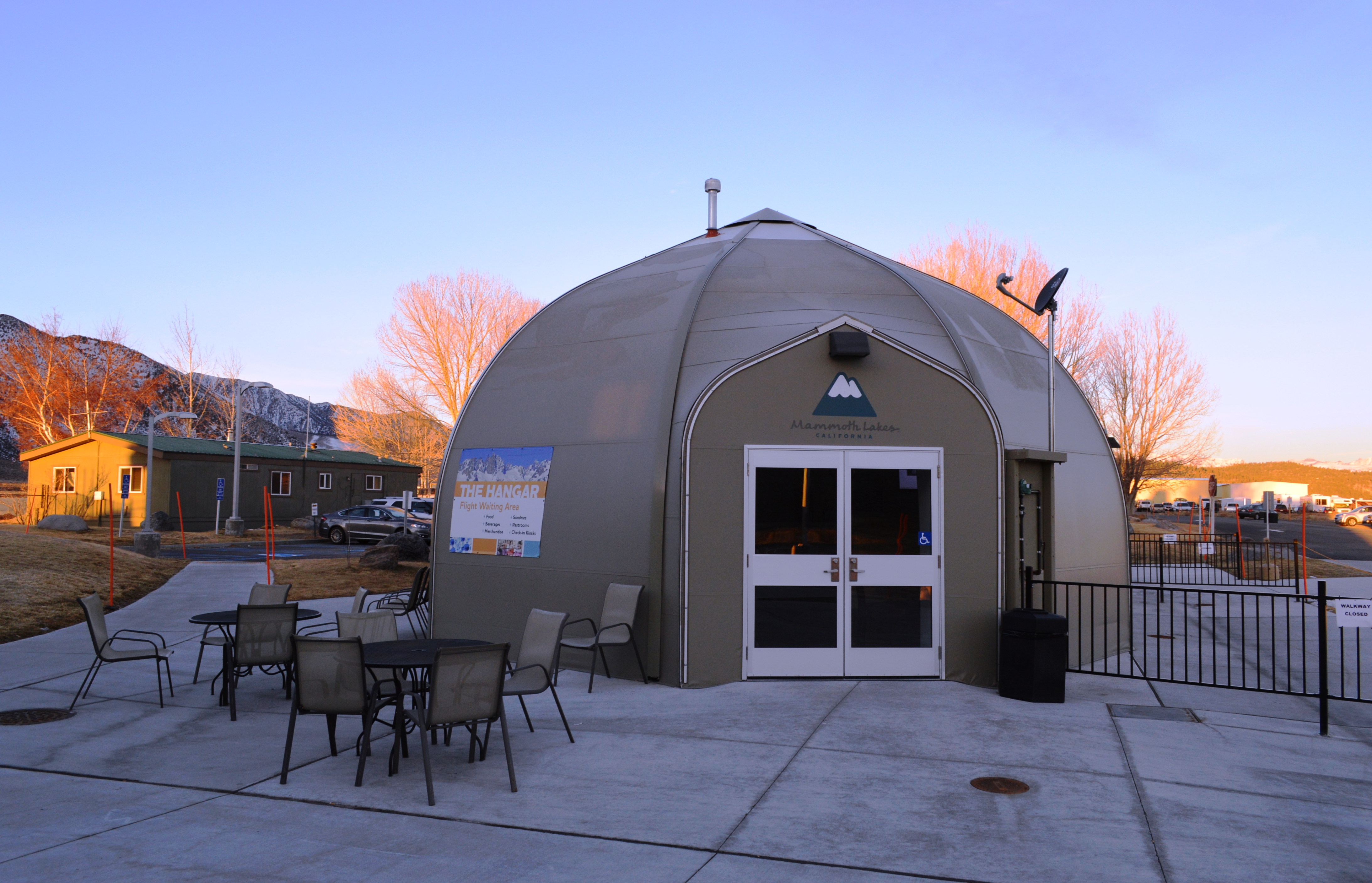
待合エリア。
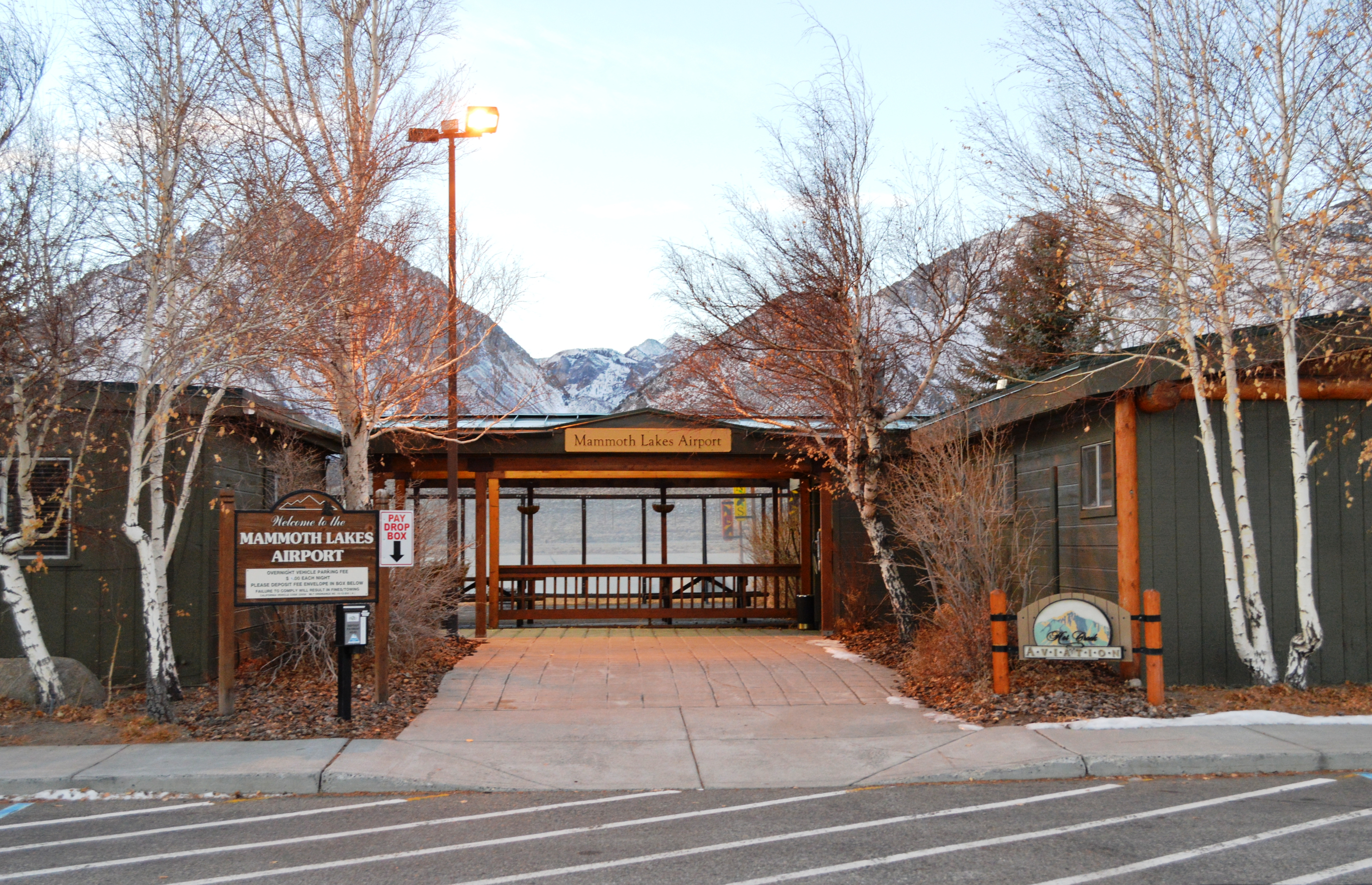
「マンモスレイクス空港」表記の搭乗ゲート。
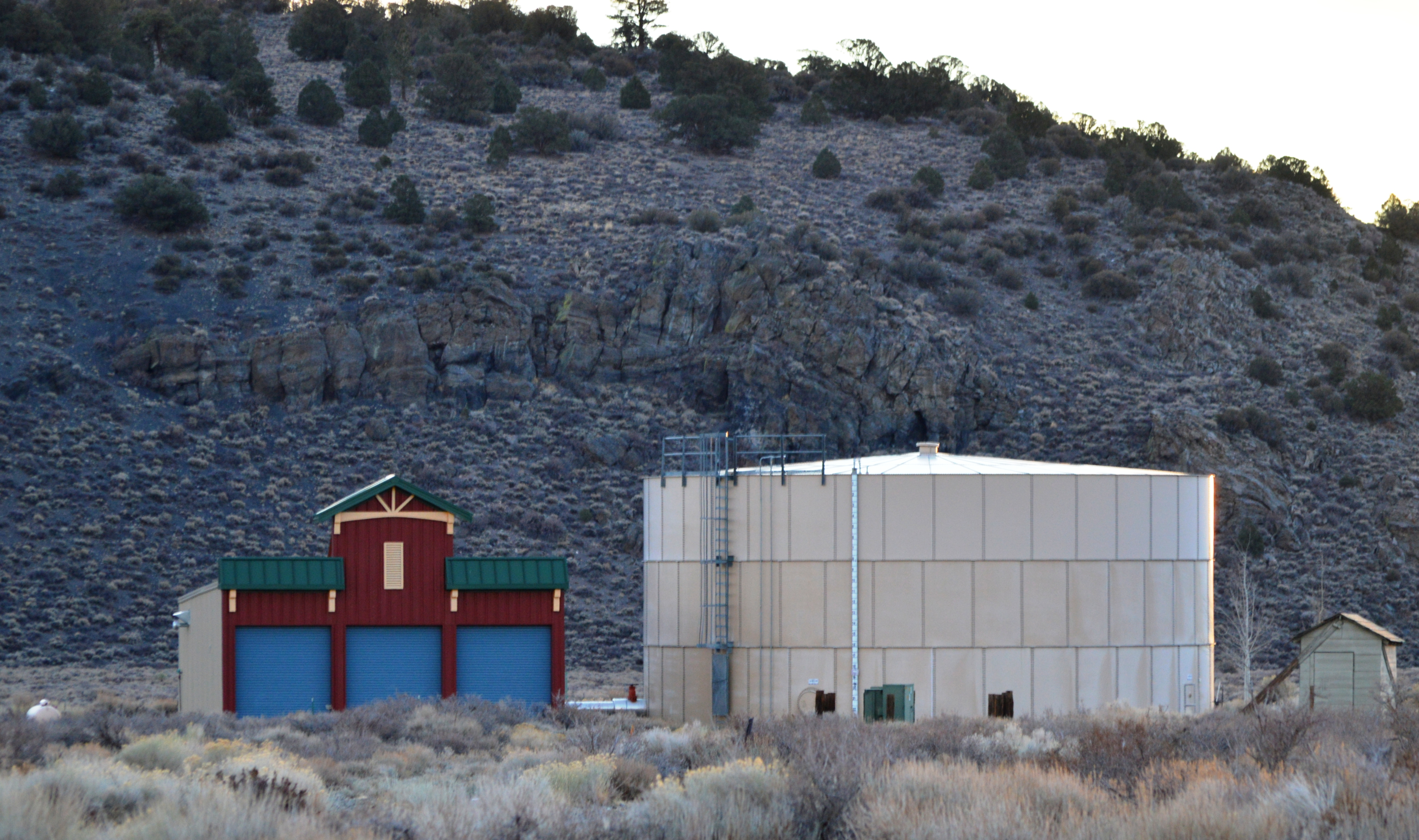
ターミナルの脇にある施設。
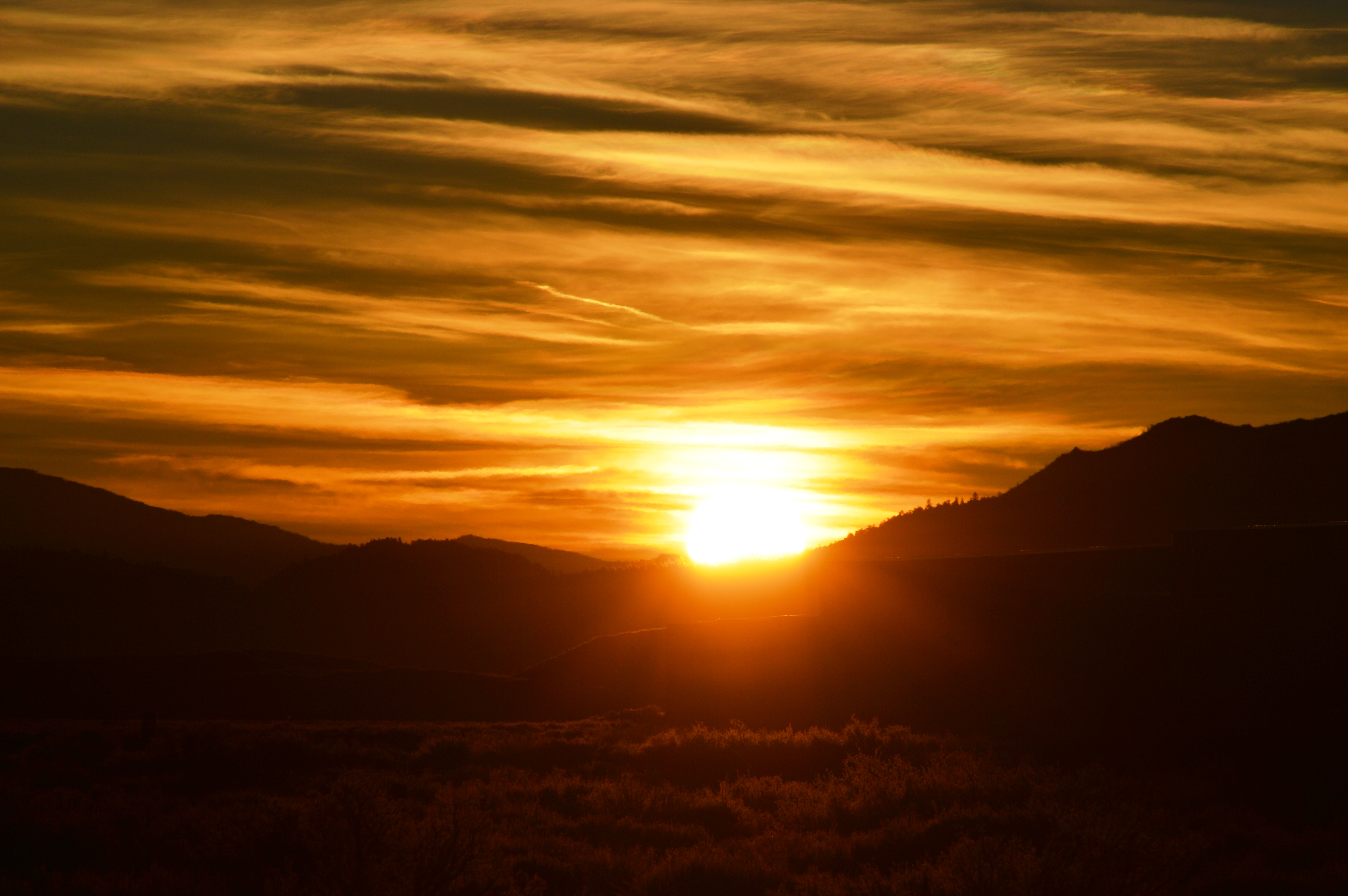
空港から見る日の出。

### 航空会社および目的地

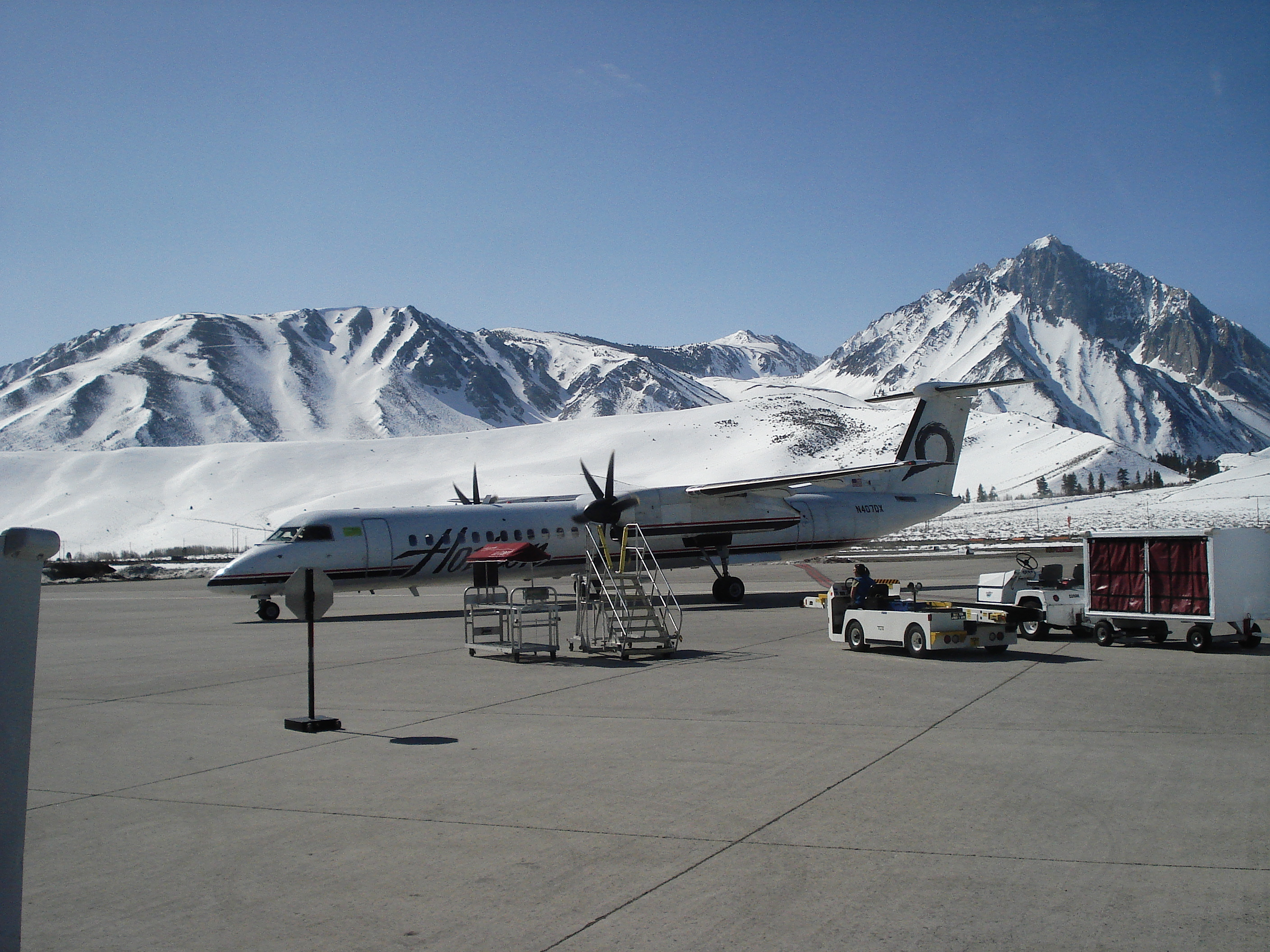
ホライゾン航空のQ400型機（2010年3月）

アラスカ航空（ホライゾン航空）とユナイテッド・エクスプレス（スカイウェスト航空）がカリフォルニア州内の主な都市との間に定期便を飛ばしているが、前者のロサンゼルス便以外は季節限定である。
ユナイテッドは2011年-2012年スキー・シーズンより、それまで1日1回のみの往復だったサンフランシスコ便を増やし、さらにサンディエゴ便とオレンジ郡便の運航を開始した。その結果、同シーズンには、1日7本の旅客機がマンモス・ヨセミテ空港で発着することになった。そのうちの3本はアラスカ航空のQ400型機、4本はユナイテッド航空のCRJ700型機であった。
2013-2014年スキー・シーズンには、ロサンゼルス、サンフランシスコ、サンディエゴとオレンジ郡から直行便が出ている。
| 航空会社                                                   | 就航地                                                           |
| ---------------------------------------------------------- | ---------------------------------------------------------------- |
| アラスカ航空（ホライゾン航空による運航）                   | ロサンゼルス 季節限定: サンディエゴ 季節限定（廃止？）: サンノゼ |
| ユナイテッド・エクスプレス（スカイウェスト航空による運航） | 季節限定: サンディエゴ、オレンジ郡、サンフランシスコ             |

### 年間利用者数
2010年の運航数は8,285便で、1日平均22便であった。そのうち68%がゼネラル・アビエーション、20%がチャーター便（w:air taxi）、12%が旅客便、1%未満が軍用であった。2012年5月現在、この空港を拠点とする航空機は8機の小型ゼネラル・アビエーション機で、いずれも単発機である。
年間旅客数は、2008年には665人、2009年には6,157人、2010年には19,814人、2012年には27,246人であった。

### 沿革
マンモス・ヨセミテ空港は第二次世界大戦中、アメリカ陸軍によって補助滑走路として建設された。当初の滑走路は、全長が 4,000フィート (1,200 m) 、幅が 30フィート (9.1 m) で、舗装されていなかった。
第二次世界大戦後、モノ郡によって買い上げられ、ロングバレー・フィールド (Long Valley Field) と命名された。空港の設立は1947年9月となっている。
1965年、滑走路が 300フィート (91 m) 北に移動され、全長 5,000フィート (1,500 m) 、幅 100フィート (30 m) に拡張された。
1970年、当時の運営者であったマンモス・スカイロッジ社 (Mammoth Sky Lodge Corporation) によって、滑走路が 6,500フィート (2,000 m) に伸ばされた。
1972年、小規模のターミナル・ビル兼空港事務所が建設された。同ビルは2013年現在、ホット・クリーク・アビエーション (Hot Creek Aviation) の FBO (Fixed Based Operator) オフィス兼パイロット用ラウンジとして再利用されている。
1973年、シエラ・パシフィック航空 (Sierra Pacific Airlines) がコンベア440型機による旅客機の運航業務を開始し、1980年まで継続した。
1980年、モノ郡がマンモス・スカイロッジ社から空港を受け継いだ。
1985年、トランス・ワールド・エクスプレス (Trans World Express) が、ロサンゼルスとサンフランシスコへの旅客業務を全19席のビーチクラフト 1900型機で開始した。
1987年のスキー・シーズン、ロイヤル・スカイウエスト航空 (Royal Sky West) が冬季限定の旅客業務をブリティッシュ・エアロスペースのBAe 146型機で開始したが、翌1988年に停止した。
1992年9月、マンモスレイクス町がモノ郡から空港を買い取った。
1993年と1994年の冬シーズン、ユナイテッド航空がマンモスレイクスからフレズノへの運航業務をジェットストリーム31型機で行ったが、そのまま廃止となった。
1995年、トランス・ワールド・エクスプレスの航空業務が廃止となった。
2007年、マンモス山スキー場 (MMSA) が、年間を通した旅客機運航を実現させるための計画を立て、さまざまな航空会社との契約交渉を行い、アラスカ航空と契約を結んだ。
2008年、運航数の増加に対応するためのターミナルの建設が望まれたが、当時は環境的な制約から新たな建物を追加することが許されなかったため、空港敷地内で最大（ 5,060平方フィート (470 m2) ）の建物だった倉庫の内部を改装して仮ターミナルとした。
2008年12月18日、ロサンゼルス発の旅客機としては初めてとなるアラスカ航空（ホライゾン航空による運航）の Q400型機がマンモス・ヨセミテ空港に着陸した。
2010年12月16日、ユナイテッド・エクスプレス（スカイウェスト航空による運航）がサンフランシスコ発の季節限定直行便の運航を開始した。当時は、ホライゾン航空もサンノゼからの直行便を飛ばしていた。
2011年秋、ターミナルの混雑を緩和し、かつ保安的需要を満たすため、新ターミナル建設までの暫定的措置として、簡易ビルが増設された。
2011年12月16日、ユナイテッド航空がオレンジ郡発の季節限定便（CRJ700型）の運航を開始した。同シーズンにはサンディエゴ発の季節限定便も就航した。

### 空港の改善計画と環境破壊への懸念

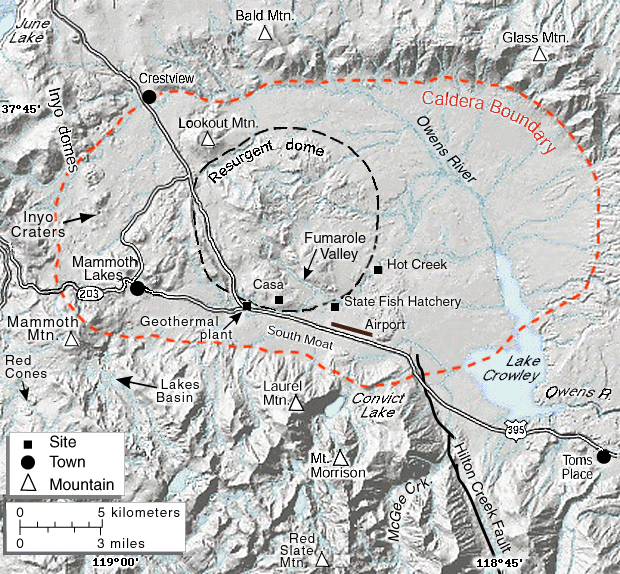
マンモス山およびマンモス・ヨセミテ空港はロングバレー・カルデラの中にある。

2008年、マンモスレイクス町の主導により、600万ドル相当の空港リハビリテーション・プロジェクトが実施された。それには滑走路の再舗装と、倉庫ビルの旅客ターミナルへの改造が含まれた。滑走路のメインテナンス作業は全額、 FAA の空港改善プログラム (Airport Improvement Program) によって賄われた。
年間旅客数が2030年までに14万人に増加することが予測されており、それを視野に入れた空港の拡張・拡大・改善計画も検討されている。
空港そのものの住所はマンモスレイクスとなっているが、周辺の土地はアメリカ合衆国農務省林野局 (USFS) またはロサンゼルス水道電力局 (LADWP) が所有しており、町そのものからは分断されている。マンモスレイクス町が2013年8月に用意した計画書類によると、当面は、すでに空港が所有している土地を利用して滑走路を 8,200フィート (2,500 m) にまで拡張し、将来的に可能であるなら林野局から土地を買い取ってさらに 9,000フィート (2,700 m) まで伸ばそうという案が出ている。また、ピーク・シーズンの混雑を緩和して業務を効果的に行えるよう、 40,000平方フィート (3,700 m2) 規模の新ターミナルの早急な建設が望まれている。運航数の上昇に伴い、B737型機やA319型機の乗り入れも見込まれている。

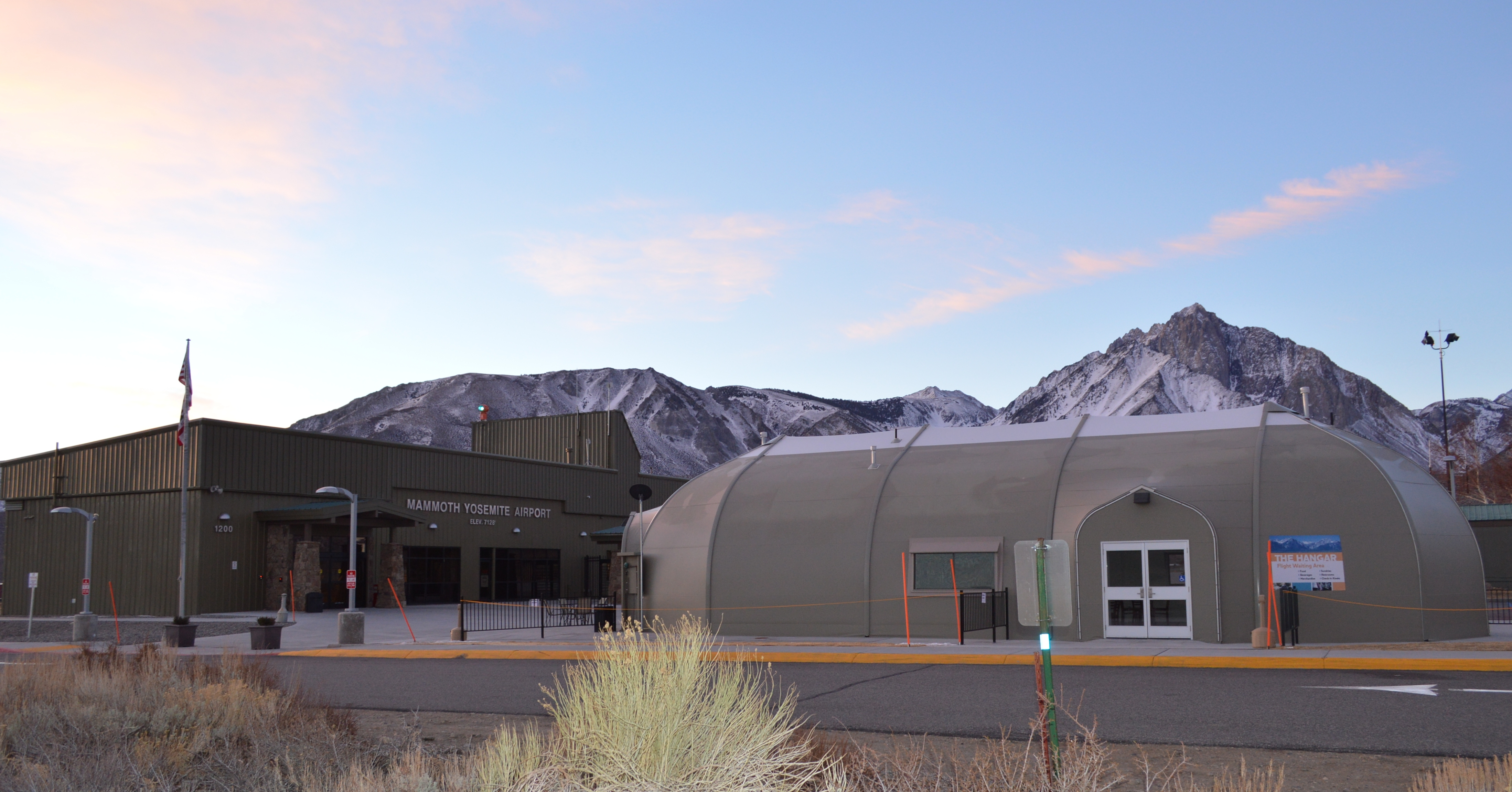
空港ターミナル、待合エリアとシャーウィン山脈。手前のエアポート・ロードはこのすぐ左側で終わっているが、これをベントン・クロッシング・ロードまで伸ばすことが検討されている。

2013年現在、空港に自動車でアクセスするためには、国道395号線からホット・クリーク・ハッチャリー・ロードを経由してエアポート・ロードを使うルートしかない。しかし、非常時にも対応できるよう、エアポート・ロードをホット・クリーク・ハッチャリー・ロードとは反対側のベントン・クロッシング・ロード（やはり国道395号線に繋がっている）まで伸ばすことも提案されている。
さらに、リゾート・コンドミニアム・ホテル、高級RVパーク（キャンピングカー用の施設）、ショッピング兼ビジター・センターなどを空港敷地内に建設するという”マスター・プラン”も出されている。
なお、拡張計画は以前にもアメリカン航空の協力で推進されており、2000年に FAA から2870万ドル ($28,700,000) の工事資金が支出されることがいったん決まっていた。当時のマンモスレイクスの年間訪問客数は約300万人（スキーヤーは約100万人）であった。その大部分は自動車による来訪者だが、マンモス山スキー場は空港拡張によって他州からのスキーヤーも含めた訪問客の大幅増加を見込んでいた。しかし、2003年、合衆国地方裁判所が「FAA は、拡張工事による訪問客数や不動産開発の増加が環境（生態系）に与えるであろう影響について十分な調査を行っていない」として、拡張工事を差し止める判決を下していた。

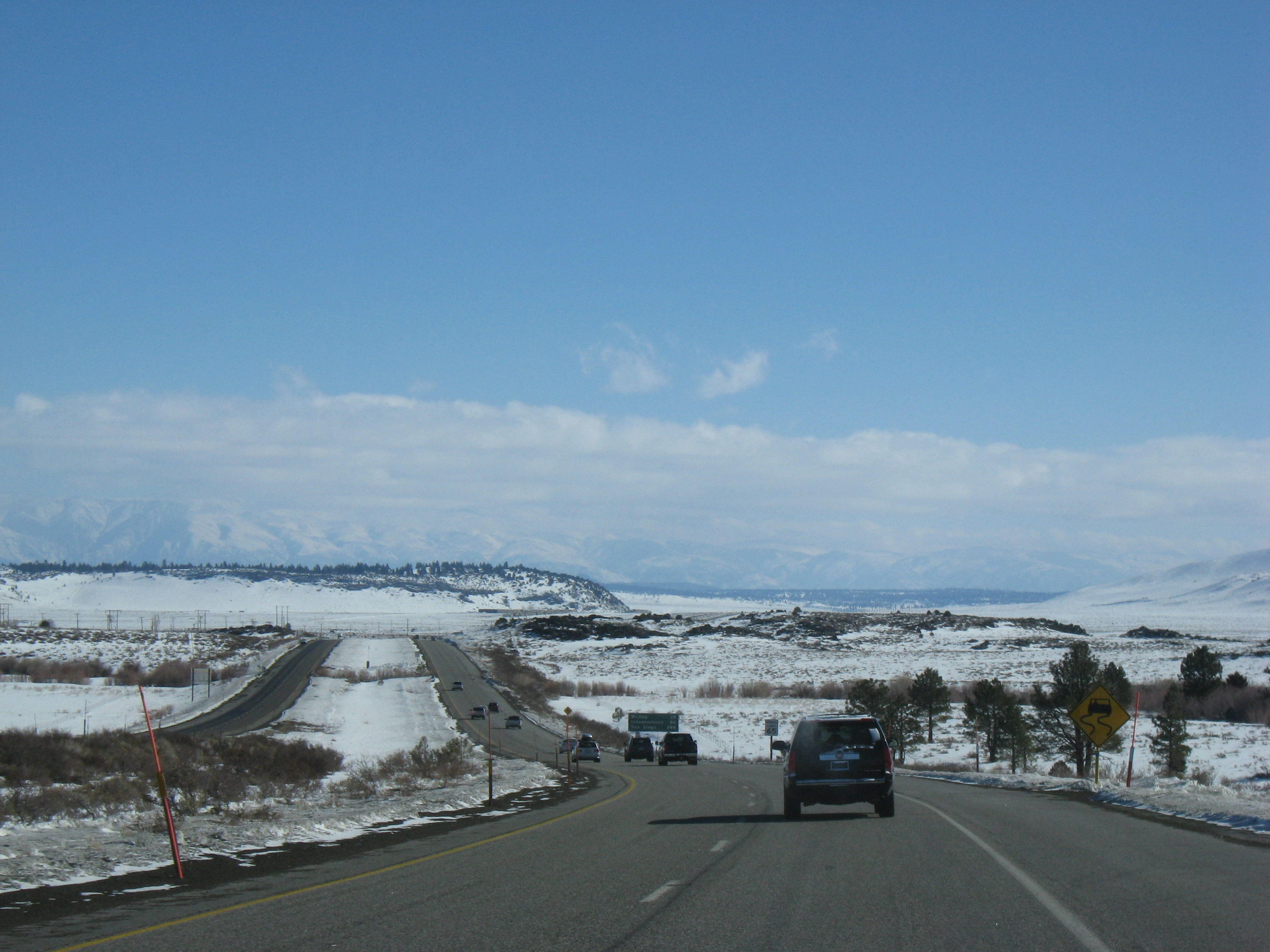
国道395号線（マンモスレイクスからビショップに向かう途中）。奥に見えるのはホワイト山脈。
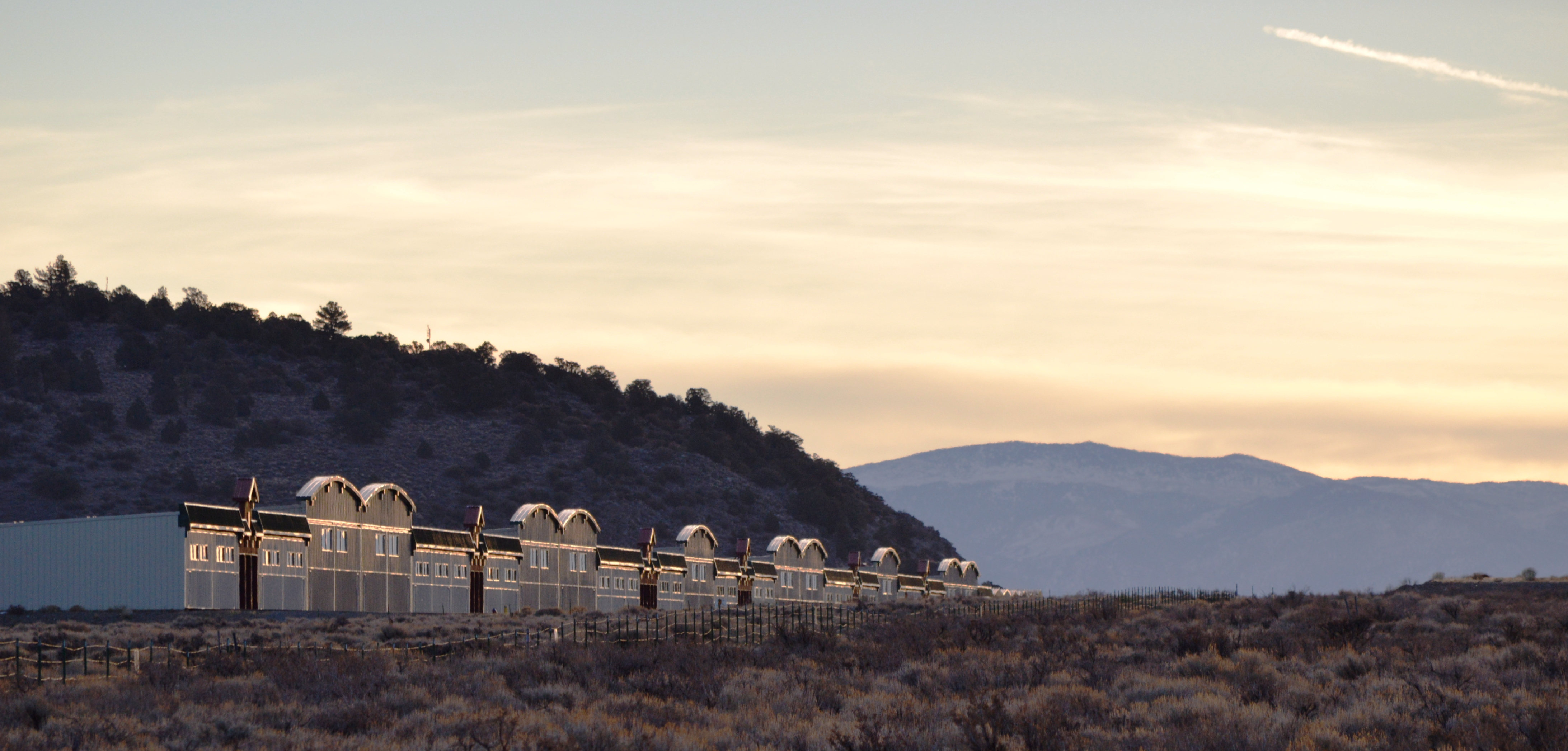
ホット・クリーク・ハッチャリー・ロードから見るマンモス・ヨセミテ空港。
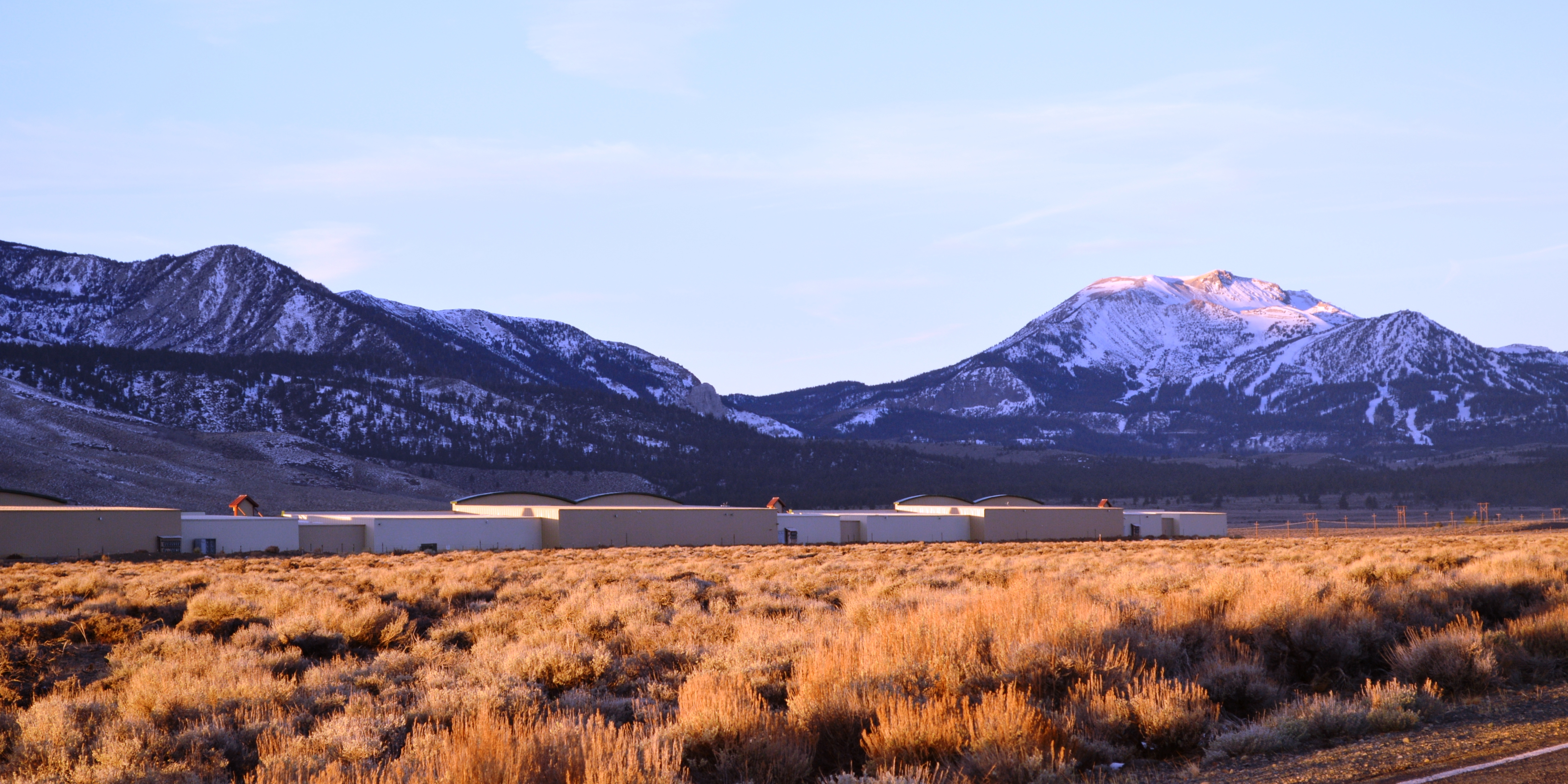
エアポート・ロードから見るマンモス・ヨセミテ空港。
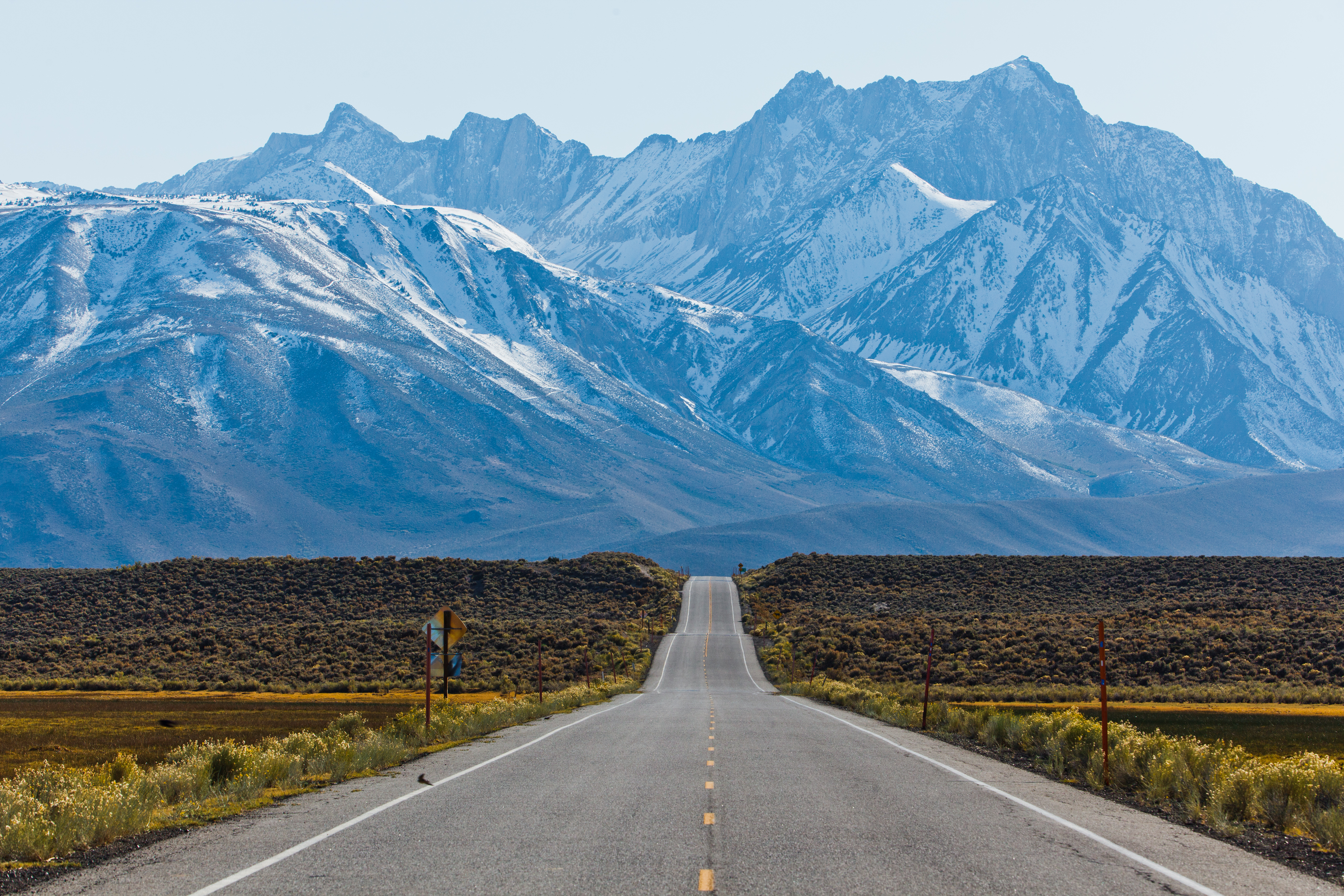
ベントン・クロッシング・ロードとシャーウィン山脈。このまま道を進むと、国道395号線にぶつかる手前の右側に空港がある。

## 空港からの交通手段
マンモス・ヨセミテ空港では、Avis 、Enterprise 、Hertz (Mammoth Car Rentals 名義)、U-Save がレンタカー業務を行っている。
マンモスレイクスに宿泊する場合、無料送迎サービスを利用することも可能である。

## 近隣の観光地

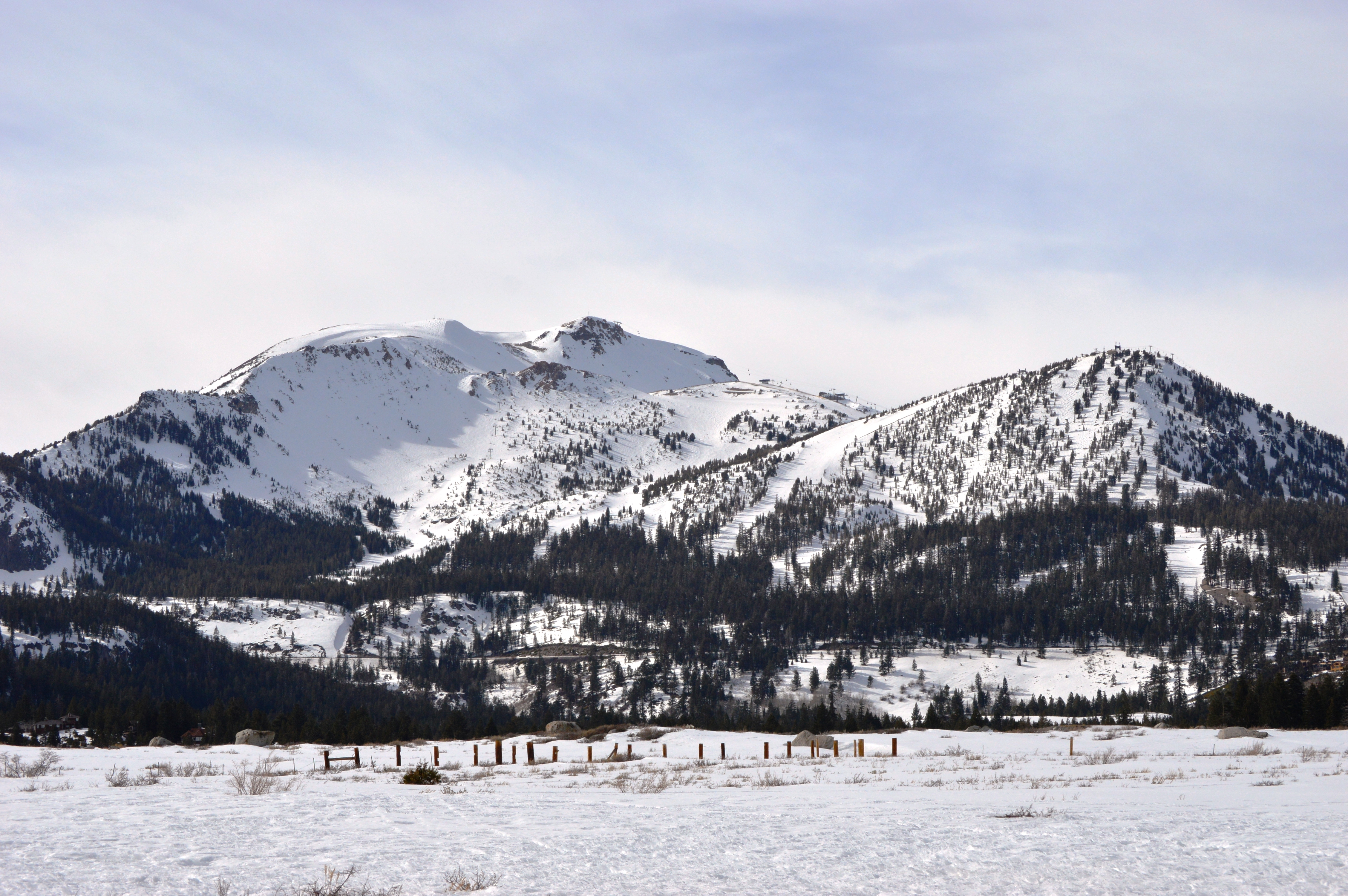
マンモス山。ズームインするとスキー・リフトが見える。

マンモス・ヨセミテ空港から国道395号線を利用してさまざまな観光地を訪れることが可能である。シエラネバダ山脈の東側に位置することから東シエラ (The Eastern Sierra) として親しまれているこの一帯には山や湖が多く、冬季はスキーやスノーボードなど、夏季は釣りやキャンプ、ハイキングやサイクリング、乗馬などを楽しむことができる。また、温泉や養魚場もある。道路や目的地によっては冬季に閉鎖されることがあるが、モノ湖委員会が東シエラの道路状況を随時アップデートしている。#参考資料も参照。

### マンモスレイクス町とマンモス山スキー場
マンモス山はロングバレー・カルデラの南西側境界付近にある溶岩ドームである。同山の麓にあるマンモスレイクス町はモノ郡内で唯一、自治体化されているコミュニティである。「マンモスレイク」「マンモスレイクス」と呼ばれる湖はないが、町の境界内または周囲に多数の湖がある。
マンモス山スキー場には年間延べ130万人のスキーヤーが訪れており、アメリカ合衆国のスキーリゾートとしては第3位である（2013年現在）。アメリカのベスト・スキー場のひとつとも言われる同スキー場には28本のリフトがあり、初心者から熟練者までが利用できるようになっている。なお、マンモスレイクス町、マンモス山、マンモス山スキー場はまとめて「マンモス」という通称で呼ばれる。マンモスにとっての”冬”シーズンはおおよそ11月から6月までで、7月までスキーができることも珍しくない。長いスキー・シーズンと年300日以上の晴天に恵まれているマンモスは、カリフォルニア州のスキーヤーやスノーボーダーにとっての”安息地”、あるいは”メッカ”だとされている。しかし、地理的には同州の”裏庭”にあり、自動車によるアクセスが不便である。例えば、南カリフォルニアのロサンゼルスからはほぼ国道395号線1本で約 300マイル (480 km) の距離を走らなければならず、最低5時間かかる。オレンジ郡中部からマンモスまでは 335マイル (539 km) あり、道路状況が良ければ5時間45分かかる計算である。サンフランシスコの場合、市内から出ることさえ困難である。一方、飛行機ではロサンゼルス、オレンジ郡、サンディエゴ、サンフランシスコから1時間半以内にマンモス・ヨセミテ空港に到着できる。

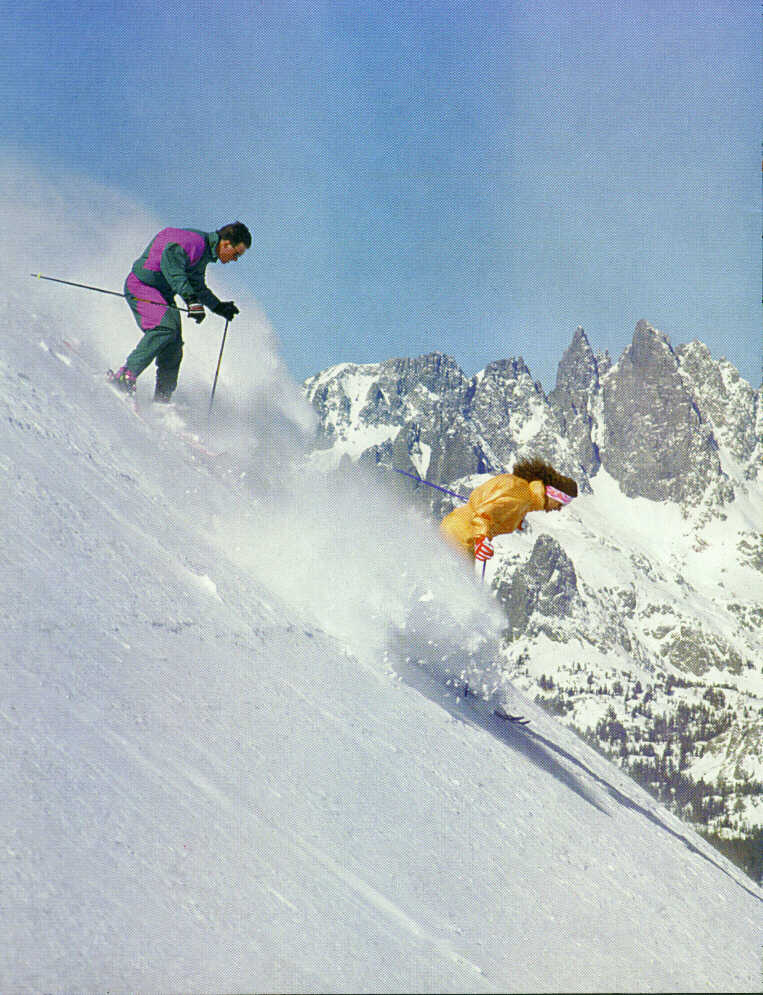
マンモス山スキー場

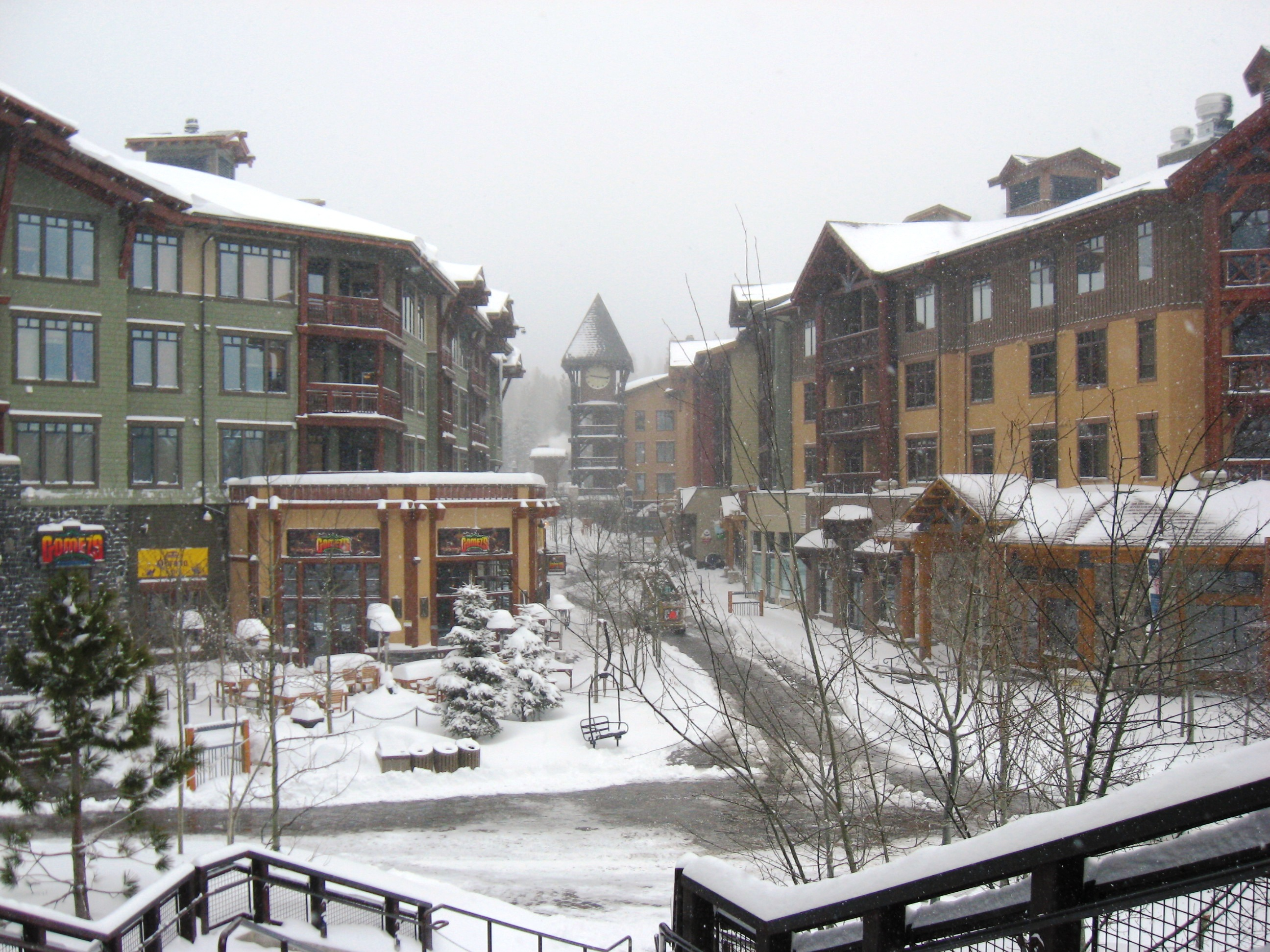
ザ・ビレッジ・ロッジ、スキーレンタル店、ゴンドラ乗り場、レストランなどがあるザ・ビレッジ・アット・マンモス（2010年4月撮影）

マンモス山スキー場の麓にはザ・ビレッジ・ロッジ (The Village Lodge) 、ザ・ウェスティン・モナーク・リゾート (The Westin Monache Resort) などのリゾート宿泊施設がある。アクティビティの種類やアクセス可能区域は季節や天候によって異なるが、マンモスではスキー、スノーボード、クロスカントリー・スキー、スノーチューブ、スノーモービル、アイススケート、釣り、ボート乗り、ゴルフ、マウンテンバイク、ハイキング、キャンプなどが楽しめる。
マンモス・ヨセミテ空港からは国道395号線の北方面（実際には西方向）に乗り、カリフォルニア州道203号線で降りて左折する。203号線はメイン・ストリート (Main Street) としてマンモスレイクス町の中心を通り、ザ・ビレッジ・アット・マンモス (The Village at Mammoth 、通称”ザ・ビレッジ”) に差し掛かる所で右折してミナレット・ロード (Minaret Road) となり、スキー場のメイン・ロッジに向けてマンモス山を上る。

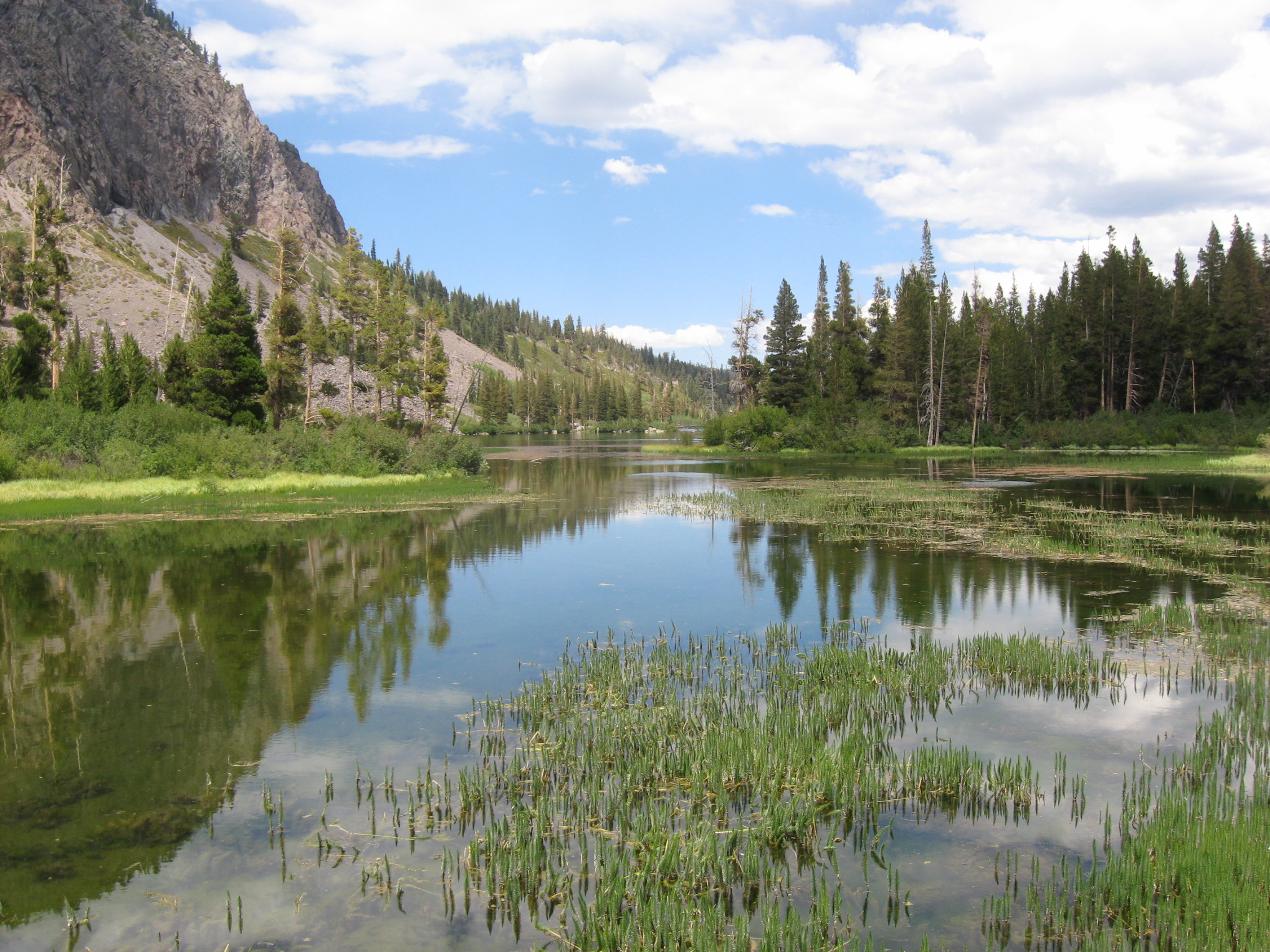
ロウアー・ツイン湖

一方、ザ・ビレッジからマンモス・クリークに沿って走る道路はレイク・メアリー・ロード (Lake Mary Road) と呼ばれ、ツイン湖、メアリー湖、ジョージ湖、ホースシュー湖などにアクセスしている。ただし、冬季は雪で道路閉鎖となるため、ツイン湖までしか行けない。ツイン湖は上流（南）側のアッパー・ツイン湖と、下流（北）側のロウアー・ツイン湖から成り、アッパー・ツイン湖に流れ込んでいる滝はツイン滝、ロウアー・ツイン湖から流れ込む川はマンモス・クリーク（マンモス川）と呼ばれる。
マンモスレイクスの宿泊施設や貸しコンドの多くはマンモス・ヨセミテ空港への無料送迎サービスを提供している。町内やスキー場への移動にはシャトルバス、トロリー、ゴンドラ（ロープウェイ式）が無料で利用できるほか、タクシーもある。また、ヨセミテ国立公園などへのツアーも出ている。

### ミナレット・サミットとデビルズ・ポストパイル国定公園

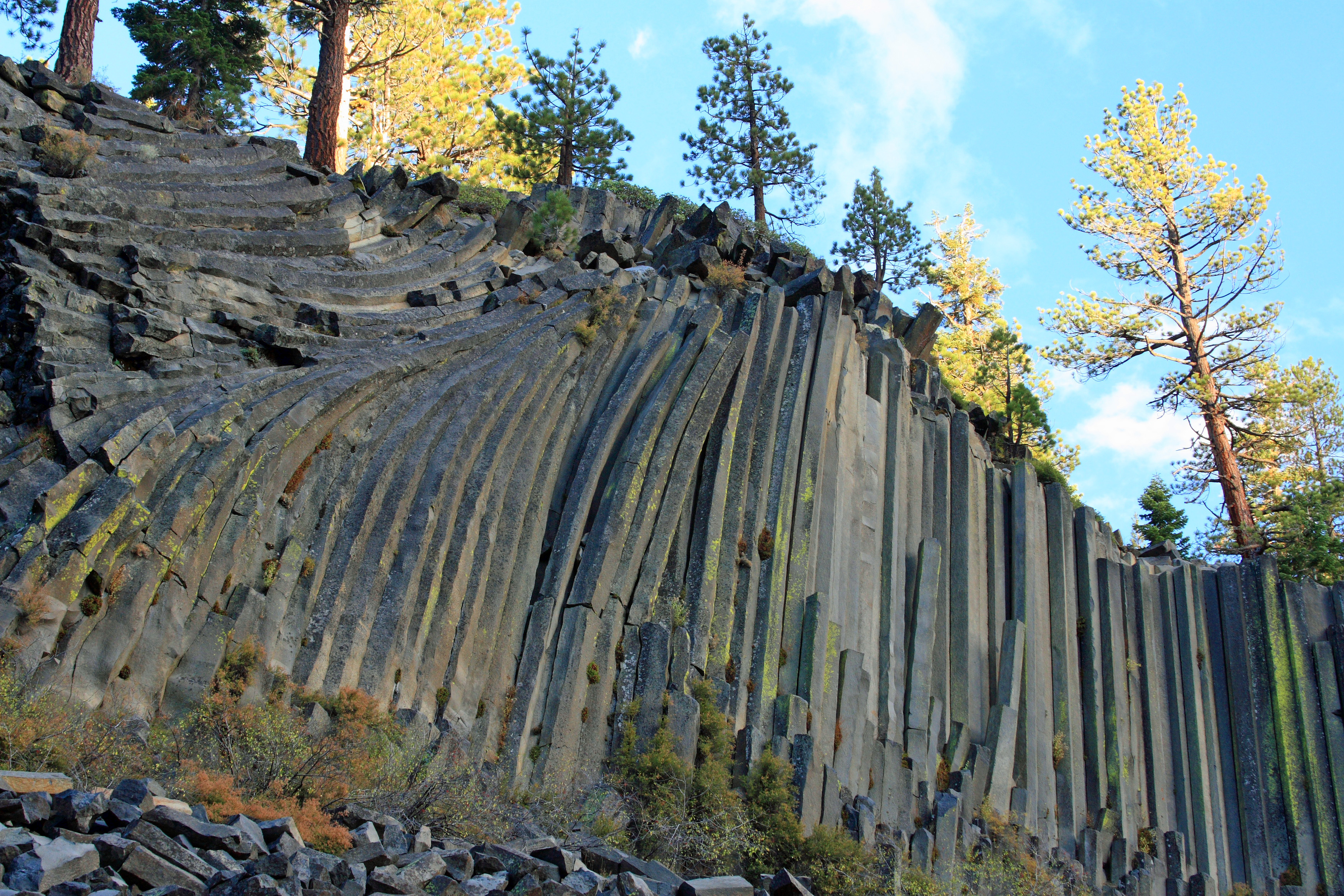
デビルズ・ポストパイル国定公園

ミナレット・ロード（州道203号線）はマンモス山スキー場のメイン・ロッジで終了する。しかし、道路そのものはレッズ・メドー・ロード (Reds Meadow Road) として続き（冬季は閉鎖）、ミナレット・サミット (9,265フィート (2,824 m)) を通過してデビルズ・ポストパイル国定公園に向かう。ミナレット・サミットからは、マンモス山を含む周囲の山々や森を360度見渡すことができる。デビルズ・ポストパイル国定公園では、柱のように連なる岩に沿ったハイキング・コースがあり、レインボー・フォールズと呼ばれる滝もある。
メイン・ロッジからデビルズ・ポストパイル国定公園に直行するシャトルバスも出ている。

### ジューンレイク・ループ

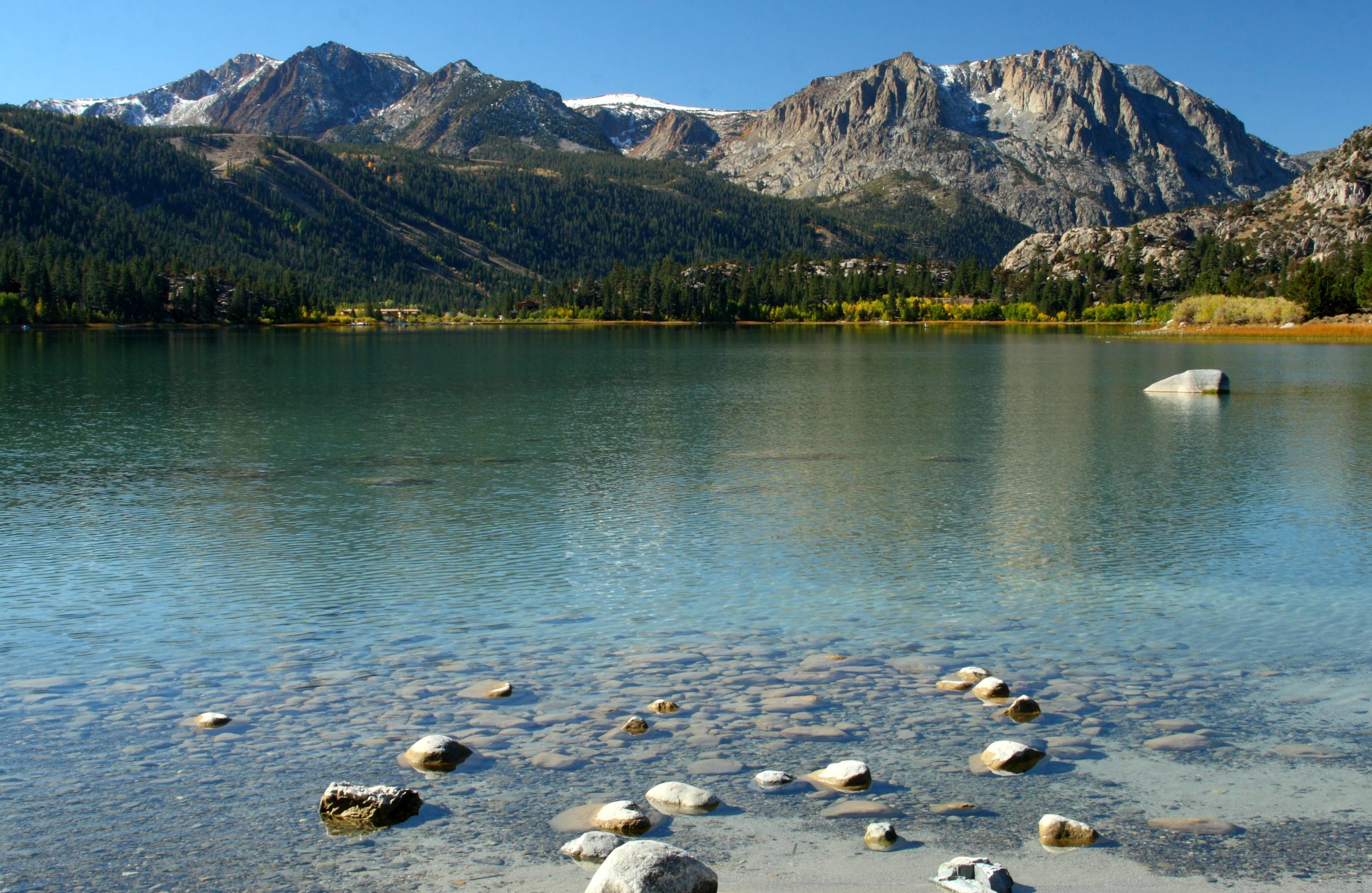
ジューン湖

マンモス地域から国道395号線をさらに北上すると、カリフォルニア州道158号線、別名ジューンレイク・ループ (June Lake Loop) の出口（南口）がある。ジューンレイク・ループは馬蹄形に回るルートで、その始点と終点が395号線に繋がっている（つまり、395号線からはジューンレイク・ループへの出口が南口と北口の2か所ある）。ジューンレイク・ループ沿いに、ジューン湖、ガル湖、シルバー湖、グラント湖という4つの湖と、ジューン山スキー場がある。

### モノ湖
ジューンレイク・ループの北口から国道395号線をさらに北上すると、カリフォルニア州道120号線の東方面、すなわちモノ・ミルズ・ロード (Mono Mills Road) への出口がある。モノ・ミルズ・ロード経由でモノ湖の南トゥファ区域 (South Tufa Area) にアクセスできる。モノ湖は海水の2.5倍の塩分濃度を持つ湖である。トゥファ（石灰華）は石灰石の塊で、本来は水中で形成されるものだが、モノ湖の場合、その上流の水が1941年よりロサンゼルス上水路に回されることになったために水位が下がり、トゥファが露出することになった。また、2つある島のうち、北岸に近いネジット島がやはり水位低下が原因で半島化していた時期もあった。

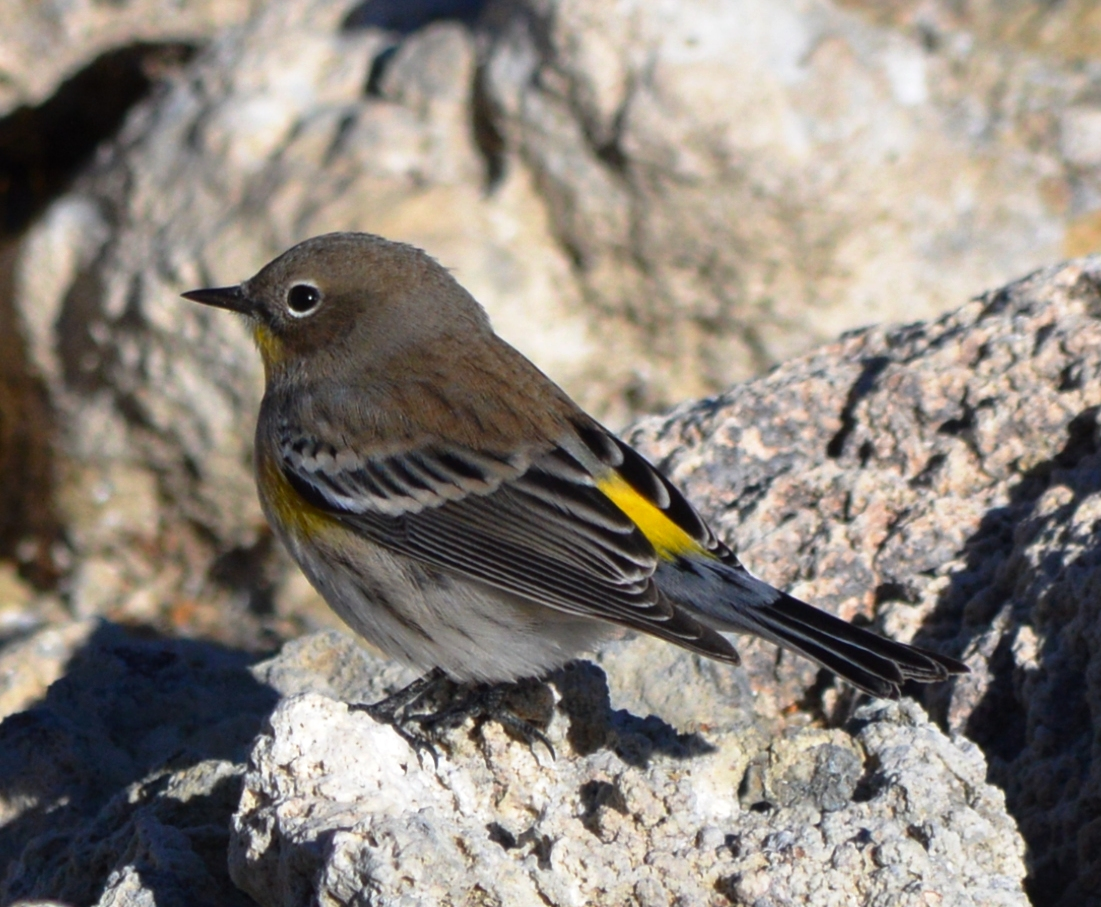
トゥファにとまるオーデュボンズアメリカムシクイ

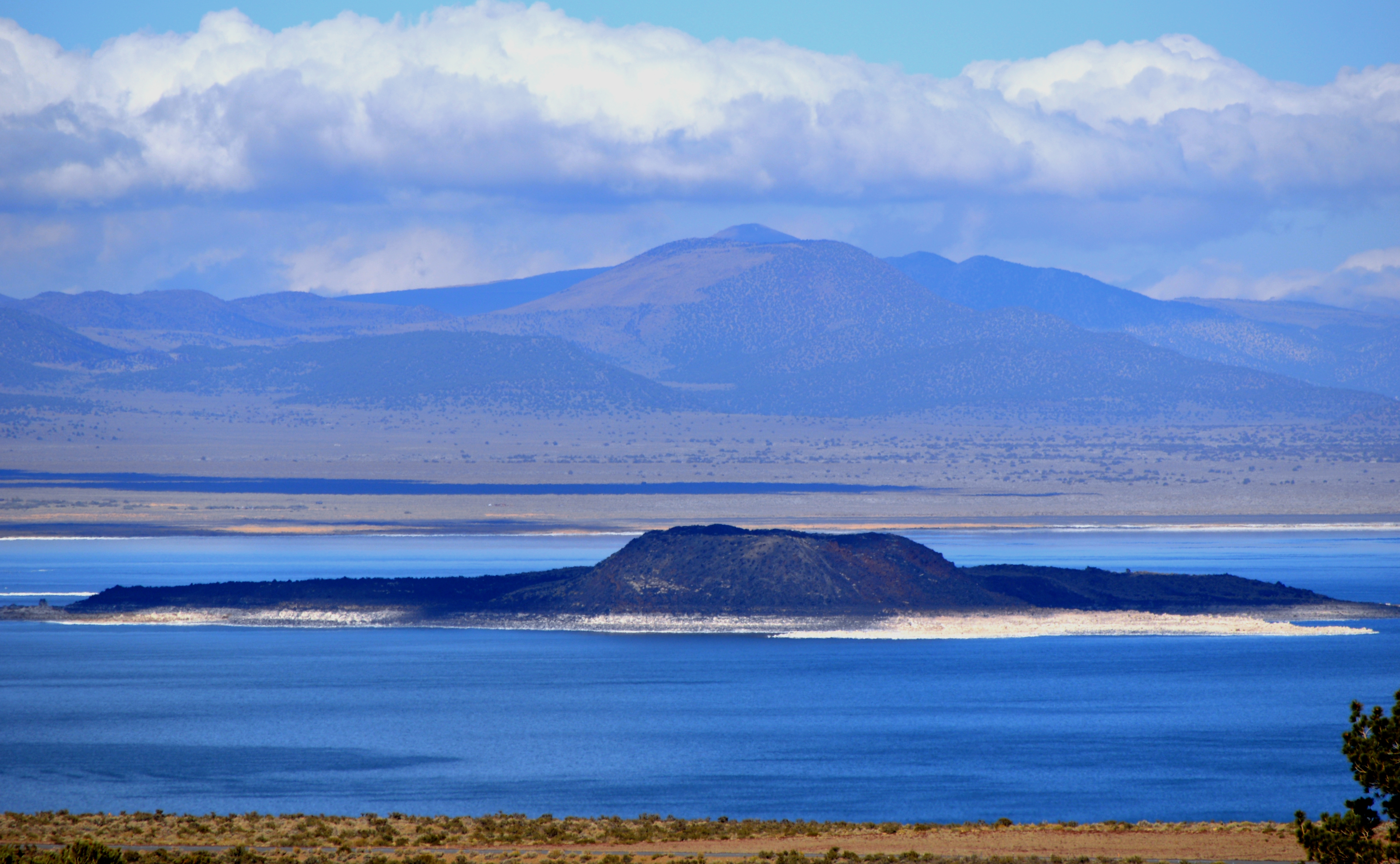
ティオガ・ロードから望むモノ湖のネジット島

モノ・ミルズ・ロードは降雪の直後などには閉鎖されることがあるが、南トゥファ地域にほぼ1年中アクセスできるよう、人員が確保できる範囲で整備されている。
国道395号線をさらに北上したリーバイニングの北側（モノ湖の西岸）にはビジター・センターがある。同センターは12月1日から3月31日までは休館しているが、セルフツアーによるハイキングは天候や道路状況が許す限り可能である。
モノ湖では、鳥類観察ツアーなどのアクティビティが5月中旬頃からレイバー・デーにかけて実施されている。ちなみに、モノ湖を含むモノ盆地では325種以上の鳥類が目撃されている。

### ヨセミテ国立公園

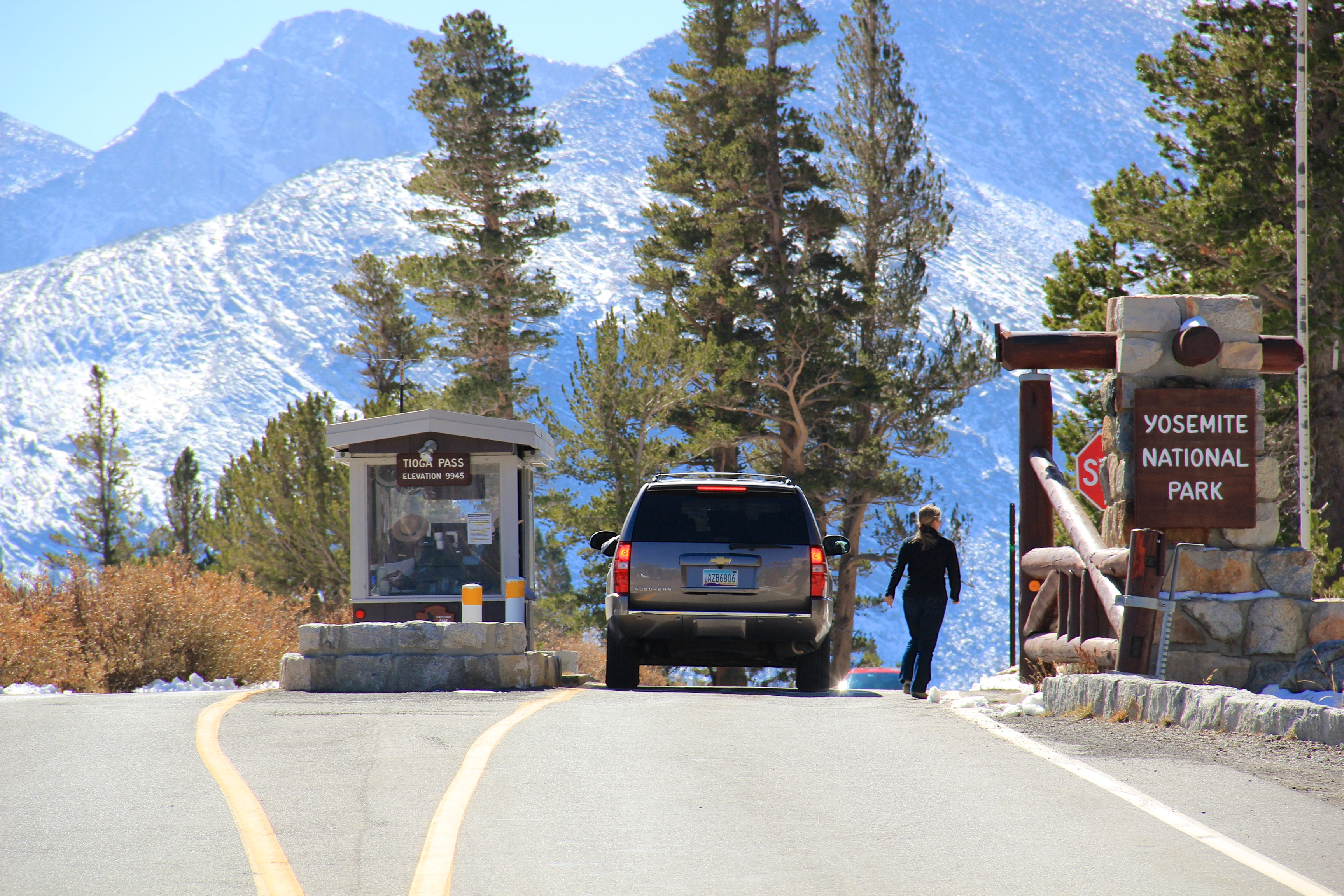
ティオガパス・エントランスステーション

国道395号線のリーバイニングの手前（南側）には、カリフォルニア州道120号線の西方面、すなわちティオガ・ロード (Tioga Road) への出口がある。ティオガ・ロードを西に約 13マイル (21 km) 進むとヨセミテ国立公園の東門、ティオガパス・エントランスステーションがある。その途中には、サドルバッグ湖、エレリー湖、ティオガ湖などの観光スポットやキャンプ場もある。ティオガ・ロードからモノ湖を望むこともできる。ティオガ・ロードのヨセミテ国立公園付近は冬季には閉鎖されるが、途中まで進むことは可能である。
なお、マンモスレイクスからティオガパス・エントランスステーションまでの距離は 38マイル (61 km) である。

### リーバイニング

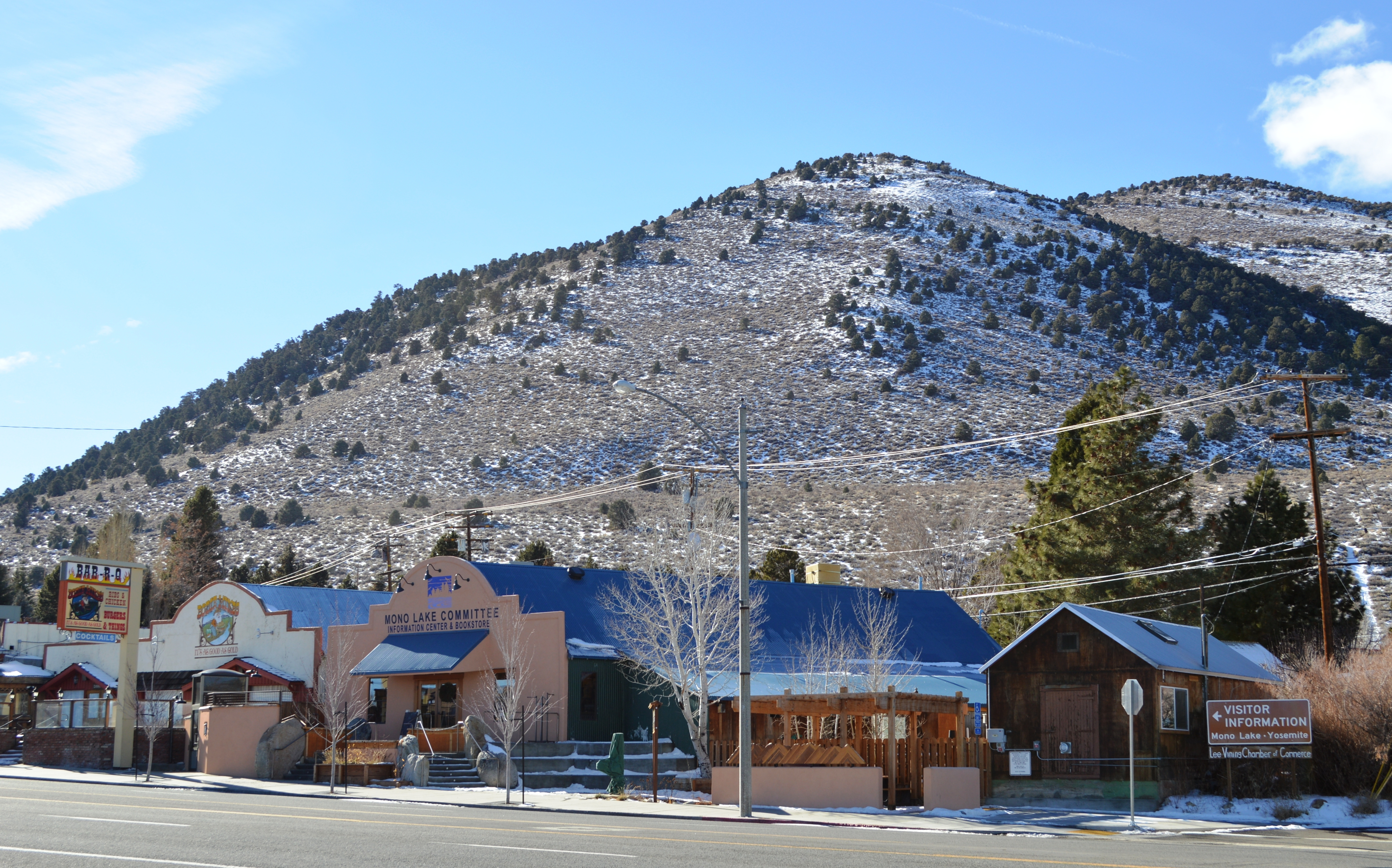
モノ湖委員会本部

国道395号線のティオガ・ロード出口のすぐ北（モノ湖の西岸）に位置する小さな町。カリフォルニアの水路戦争で有名な、モノ湖の保護とその水位回復を目的に活動する非営利団体、モノ湖委員会の本部がある。なお、リーバイニングにも空港がある。

### ボディ
リーバイニングから国道395号線をさらに北上した所にあるゴーストタウン。国定歴史建造物および州立歴史公園に指定されており、ゴールドラッシュ時の建物が現存している。

### ホット・クリーク養魚場と温泉
国道395号線をマンモス・ヨセミテ空港と同じホット・クリーク・ハッチャリー・ロード (Hot Creek Hatchery Road) で降り、空港を過ぎてから道なりに右折した所にホット・クリーク州立養魚場がある。また、その付近では温泉が湧き出ている。ホット・クリーク・ハッチャリー・ロードをさらに進むとホット・クリーク・ジオロジカル・サイト (Hot Creek Geological Site) がある。ホット・クリークは、ツイン湖から流れているマンモス・クリークの下流にあり、ジオロジカル・サイトの辺りで湧き出る温泉水によって熱せられている。

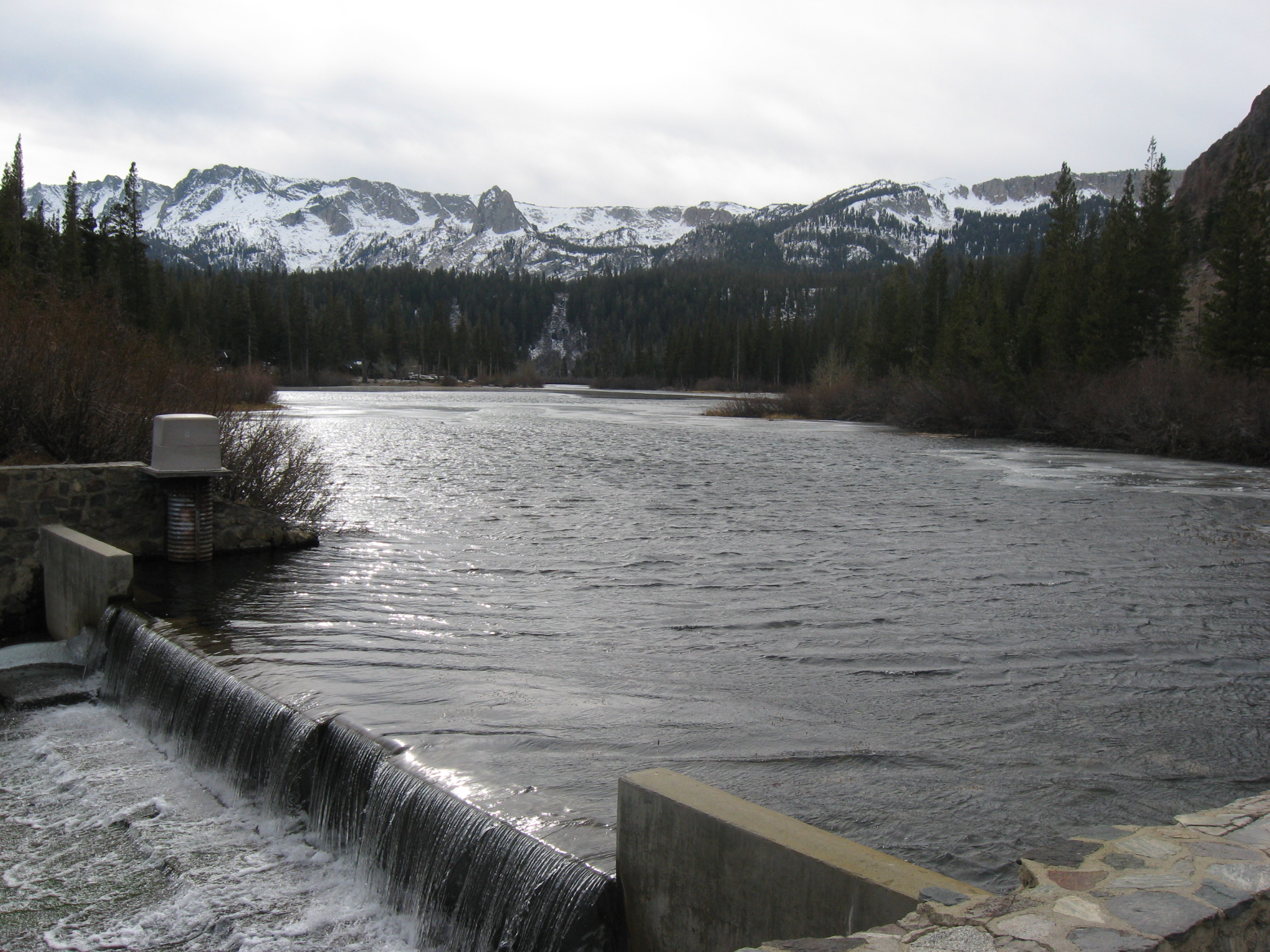
ツイン湖からマンモス・クリークに流れ込む水
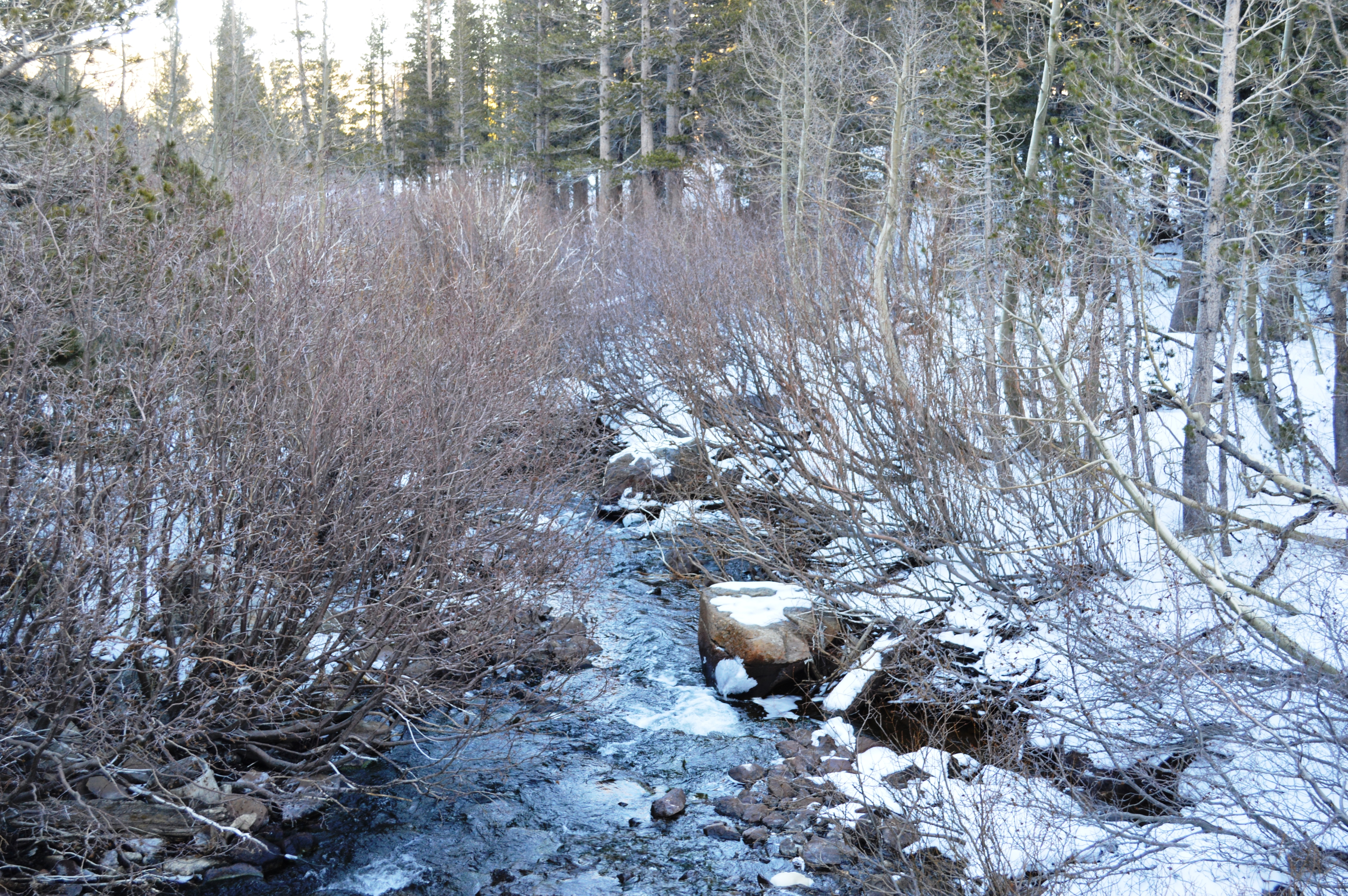
ツイン湖のすぐ下流のマンモス・クリーク
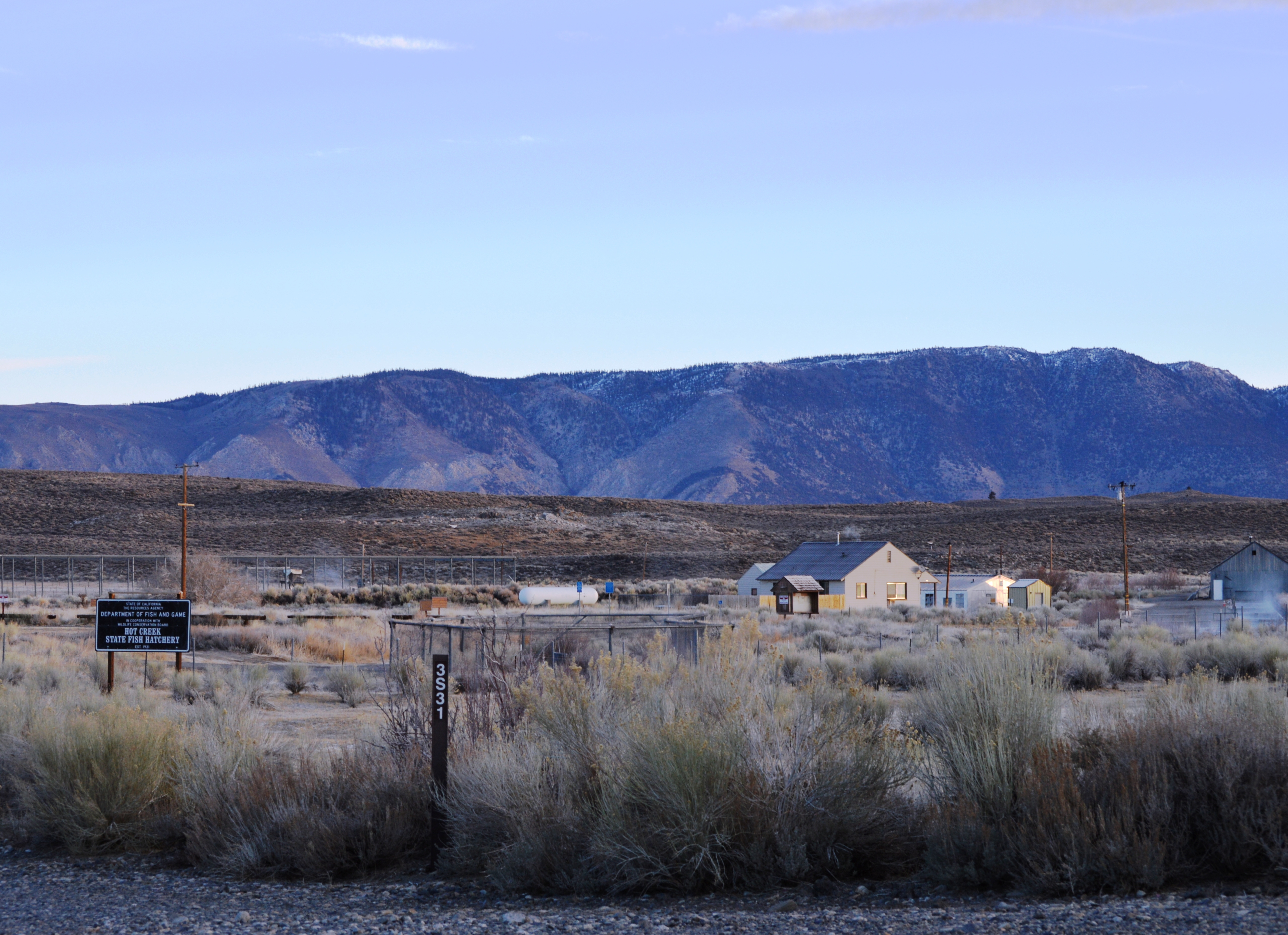
ホット・クリーク州立養魚場とロングバレー・カルデラの”リサージャント・ドーム”
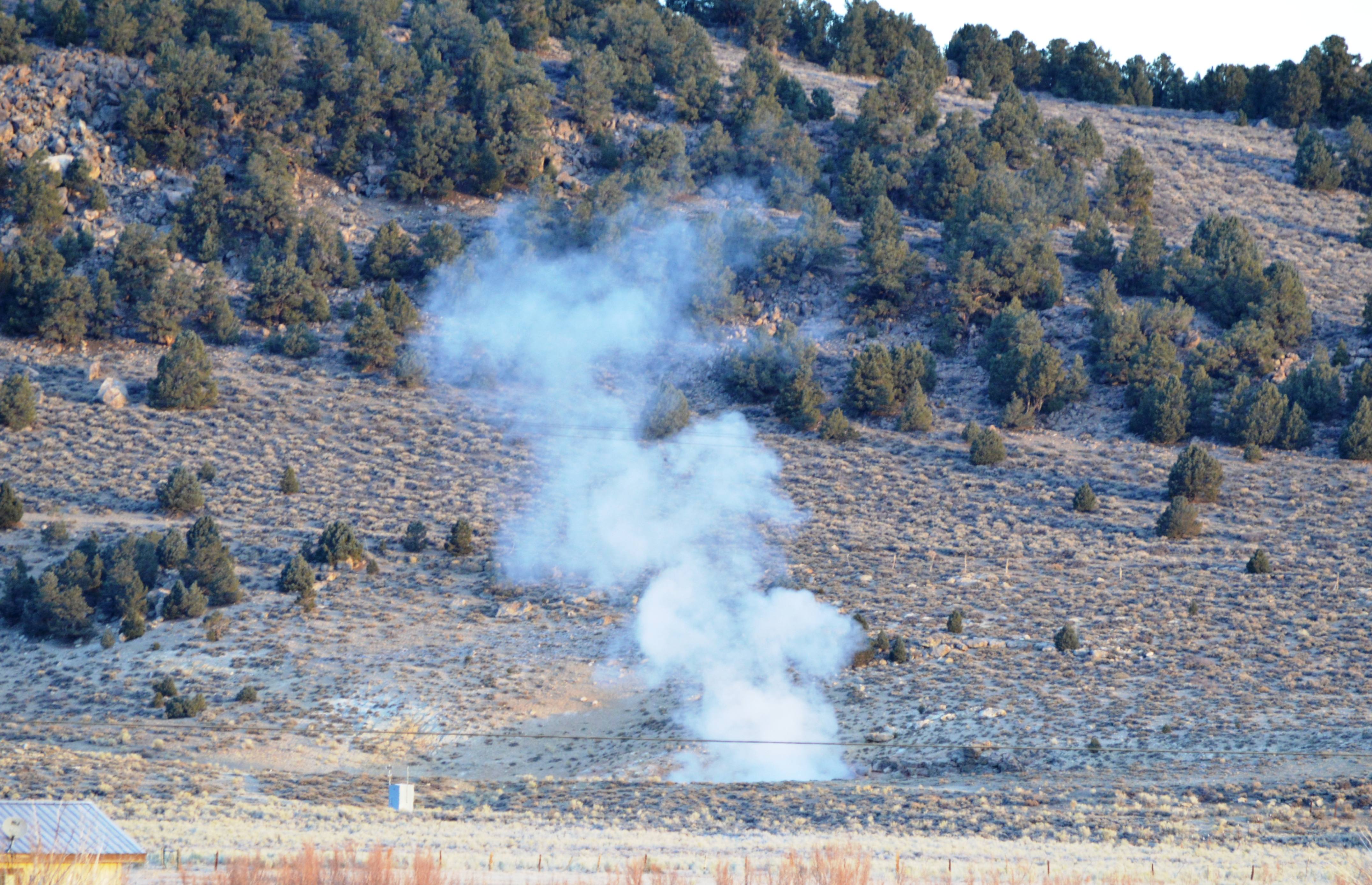
養魚場付近の温泉から立ち上る湯気
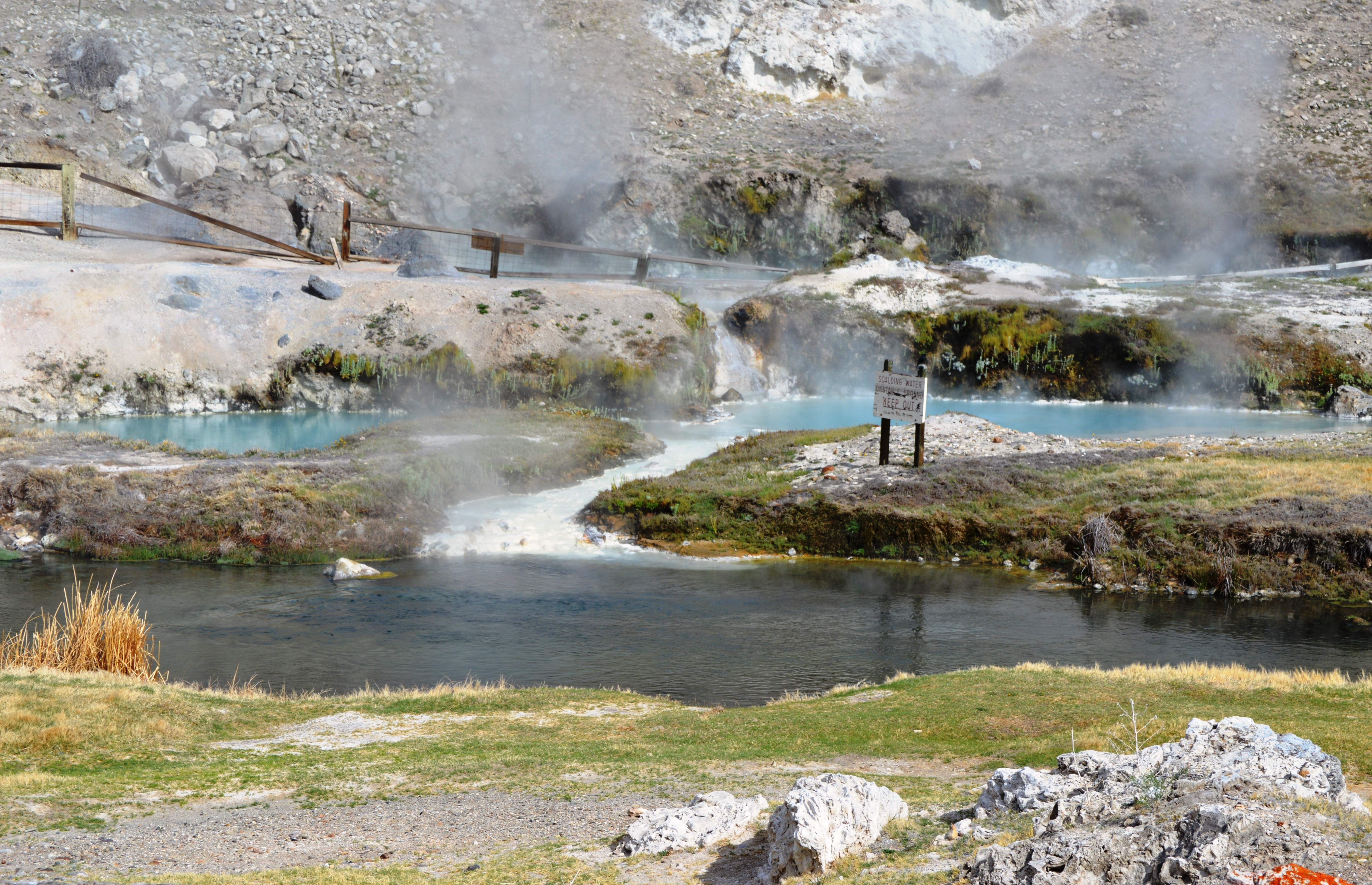
天然プールからホット・クリークに流れ込む温泉水（立入禁止区域）

### コンビクト湖とクローリー湖
マンモス・ヨセミテ空港から国道395号線を隔てた反対側、シャーウィン山脈の麓にコンビクト湖がある。コンビクト湖にはキャンプ場もある。国道395号線を南下する（東方面に進む）と、ベントン・クロッシング・ロードの少し先、左側にクローリー湖がある。クローリー湖はオーエンズ川の中途にある貯水湖で、1941年にロサンゼルス水道電力局によって造られた。クローリー湖では釣りが楽しめるほか、その付近にも温泉がある。一時停止できるビスタ・ポイントから、国道を降りずにクローリー湖を眺望することもできる。その上流の東側に位置するグラス山脈がロングバレー・カルデラの北西側の境界線となっている。なお、クローリー湖はマンモス山やレイク・メアリー・ロードからも眺望することが可能である。コンビクト湖の東側にはホワイト山脈が聳えており、その向こうにネバダ州がある。

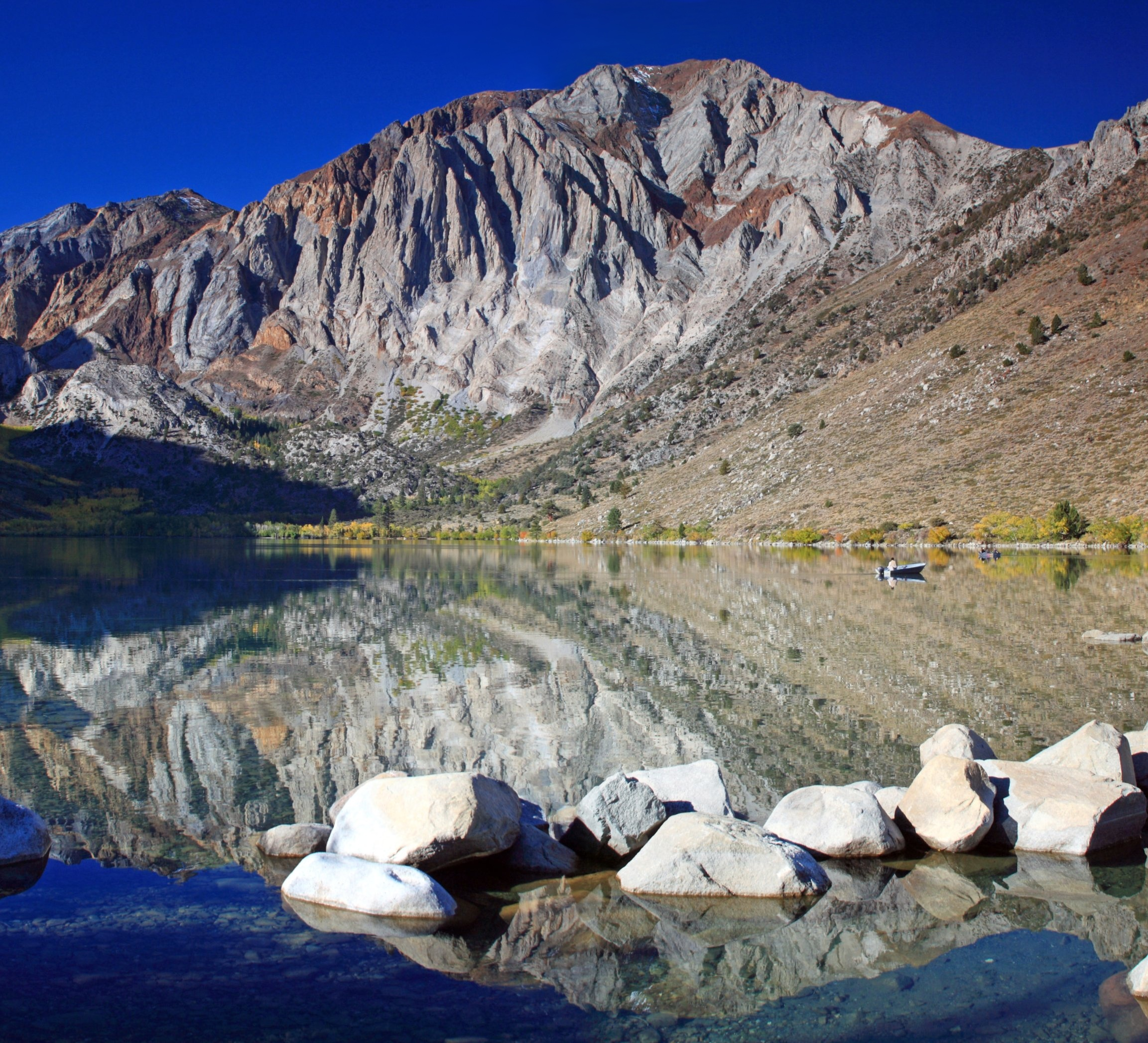
コンビクト湖とローレル山（英語版）
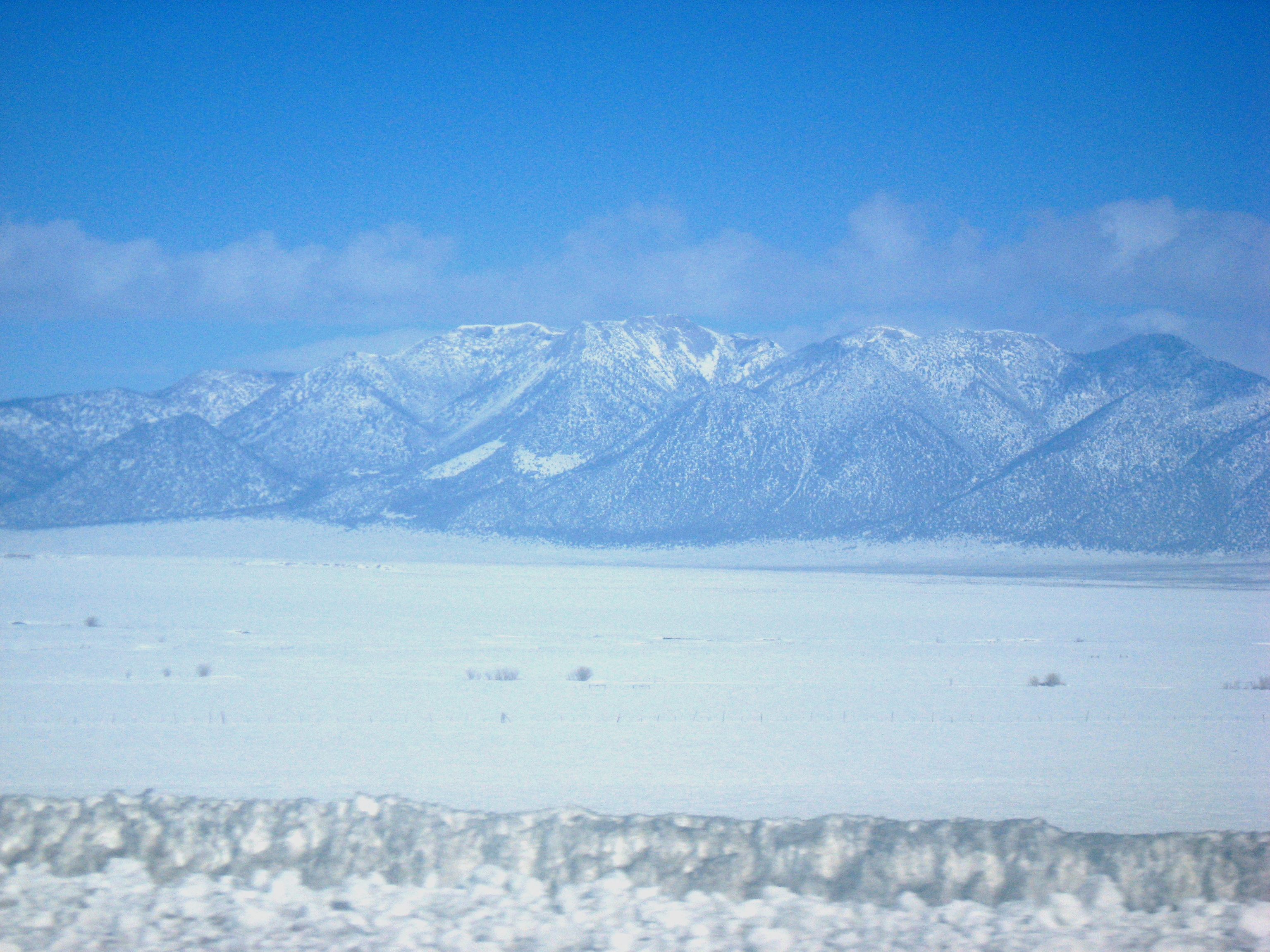
国道395号線から見るクローリー湖
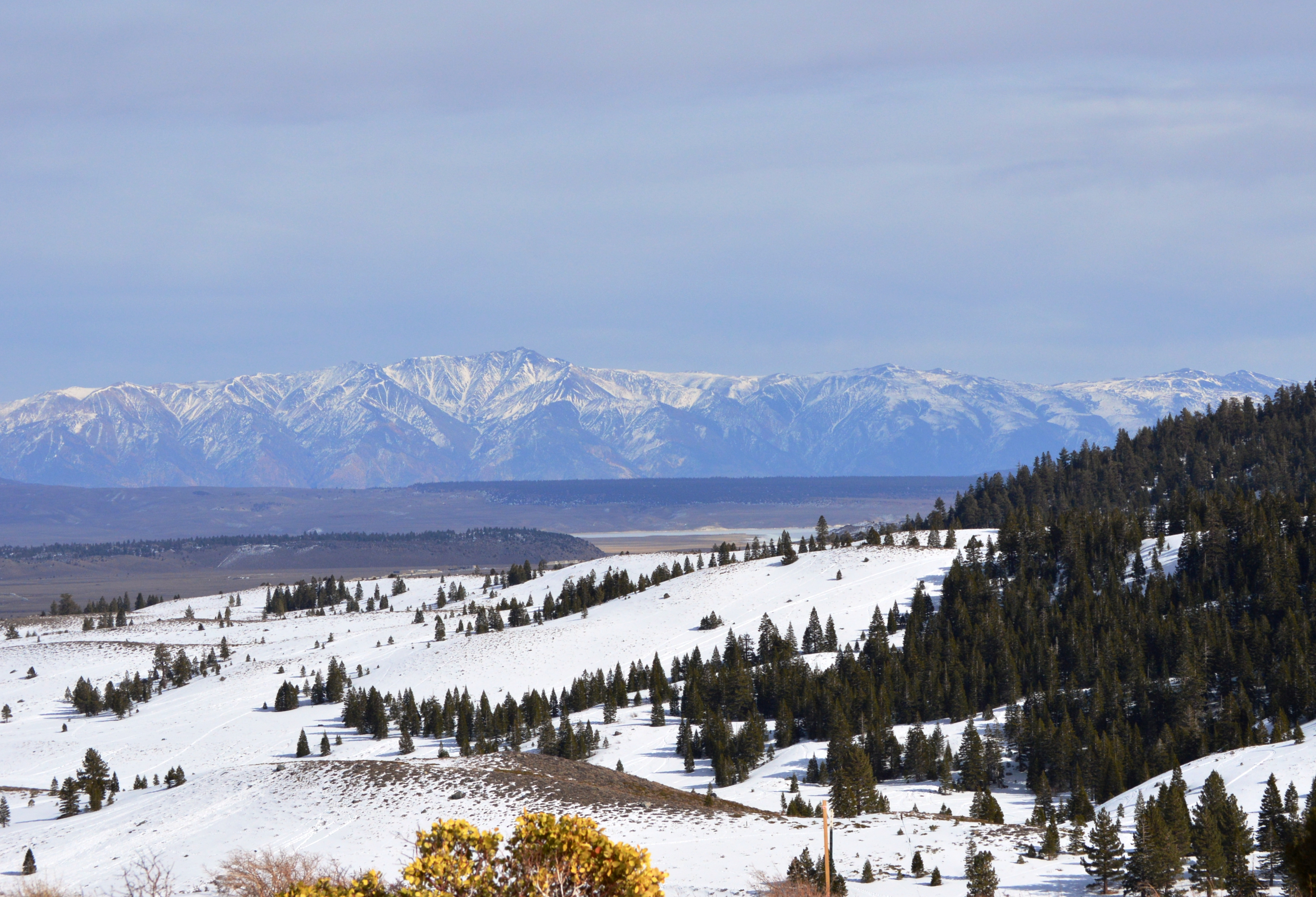
マンモス山（英語版）とシャーウィン山脈の間の崖から望むホワイト山脈（英語版）。左側中央の丘（ドー・リッジ）の前にマンモス・ヨセミテ空港とホット・クリーク養魚場が見える。ドー・リッジを含む盆地状の一帯がロングバレー・カルデラ（英語版）である。
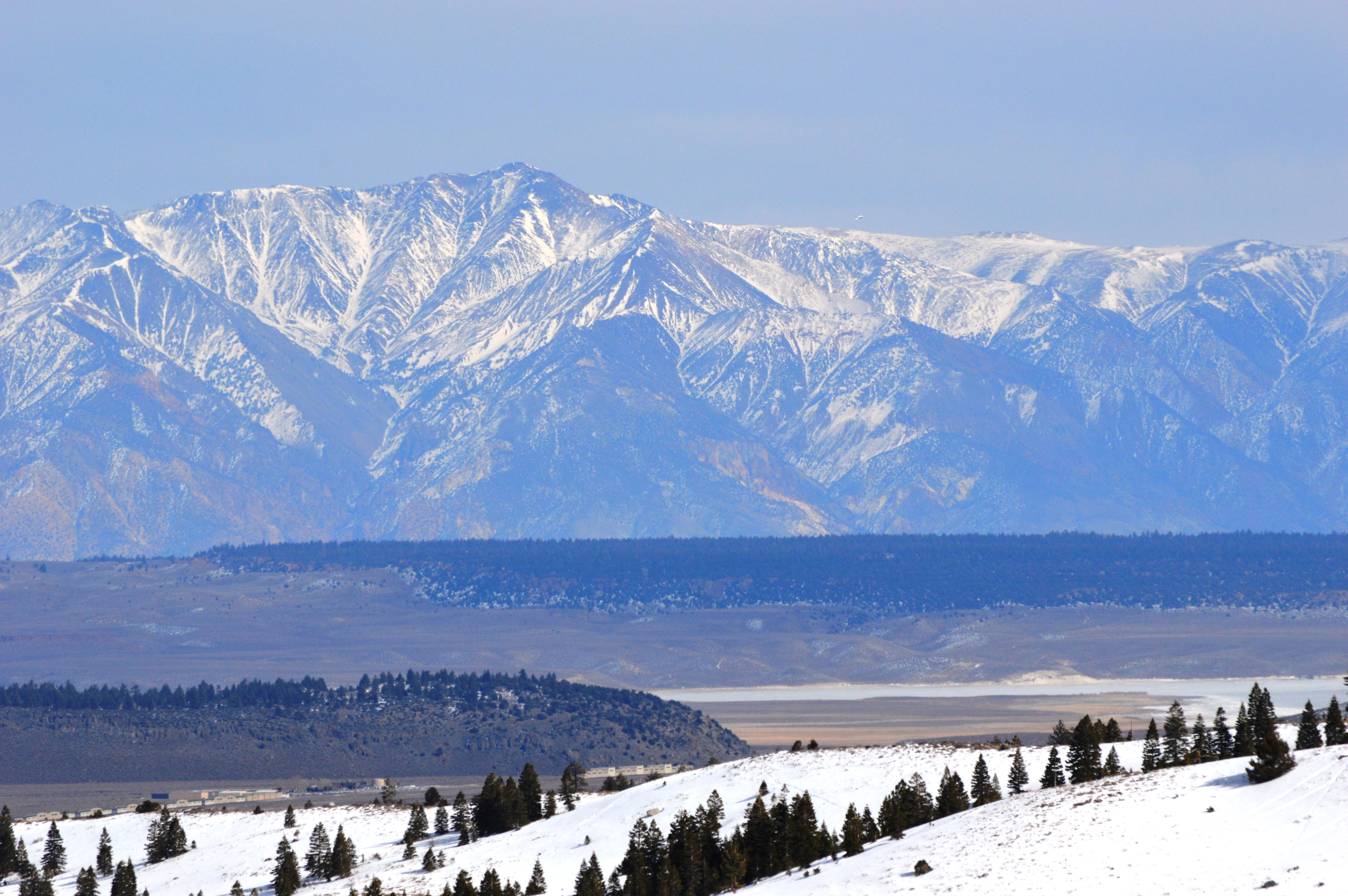
ホワイト山（ホワイト山脈の最高峰およびモノ郡の最高地点）。ホワイト山の右側に小型機が飛んでいるのが見える。右側中央は凍ったクローリー湖。

### ビショップ

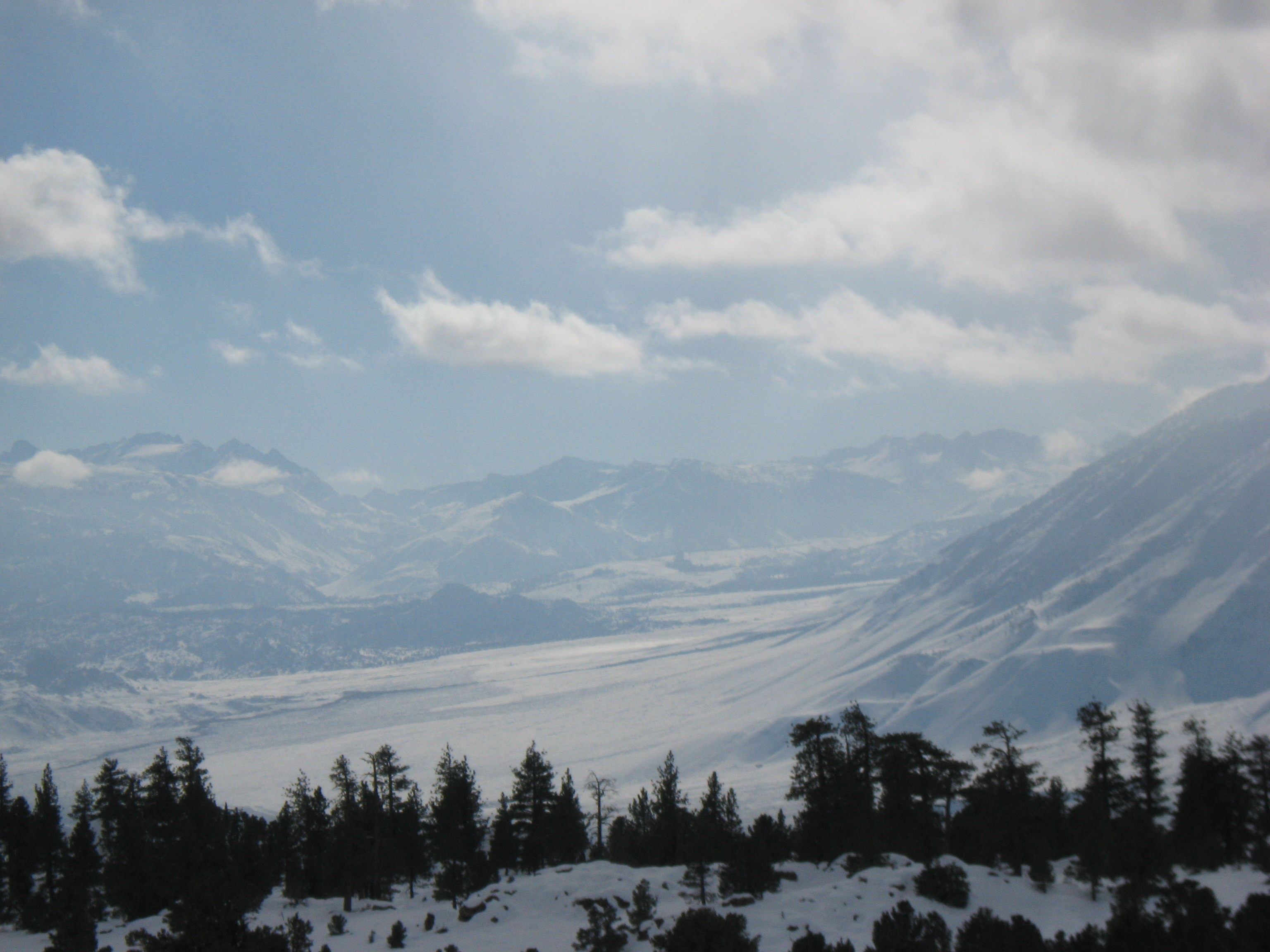
ビショップ付近の平原とシエラネバダ山脈

インヨー郡最大の都市。西側はシエラネバダ山脈、東側はホワイト山脈に面しており、ロッククライミングが盛んである。ラバのメッカとしても知られ、Bishop Mule Days という祭りが毎年メモリアル・デーの直前に行われている。また、ローズ鉄道博物館 (The Laws Railroad Museum and Historic Site) もある。なお、ビショップにも空港がある。

## 近隣の空港
国道395号線を南下したビショップの 2マイル (3.2 km) 東にイースタン・シエラ地域空港（通称「ビショップ空港」）がある。マンモスレイクスから 42マイル (68 km) という近さからマンモス地域の訪問客にも利用しやすい。
国道395号線を北上したリーバイニングの 1マイル (1.6 km) 東にリーバイニング空港がある。同空港はモノ湖の最寄の空港で、ヨセミテ国立公園の東門（ティオガ・パス）にも近い。

## 参考資料

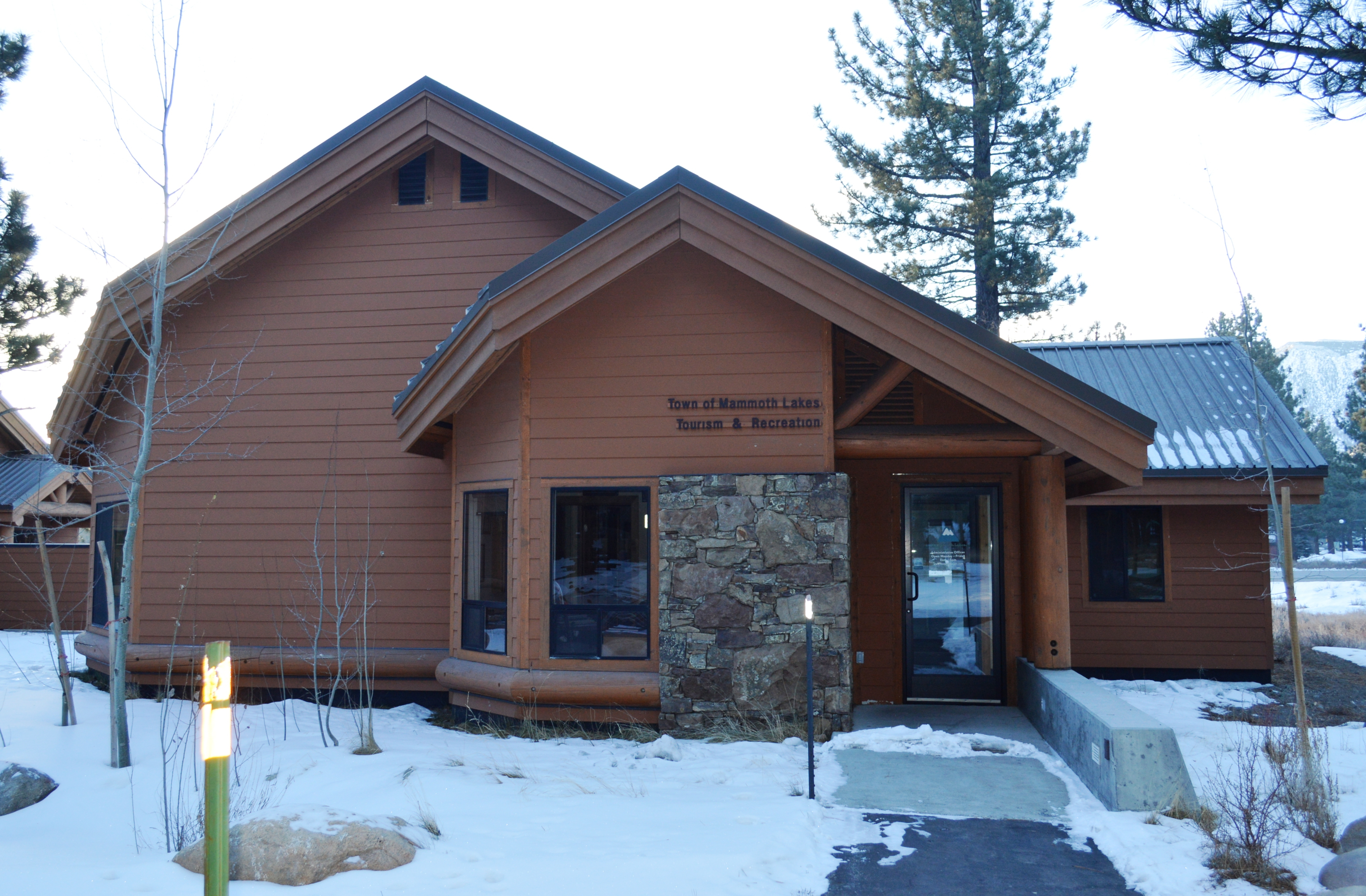
マンモスレイクス観光局